# Finse gouden jaren

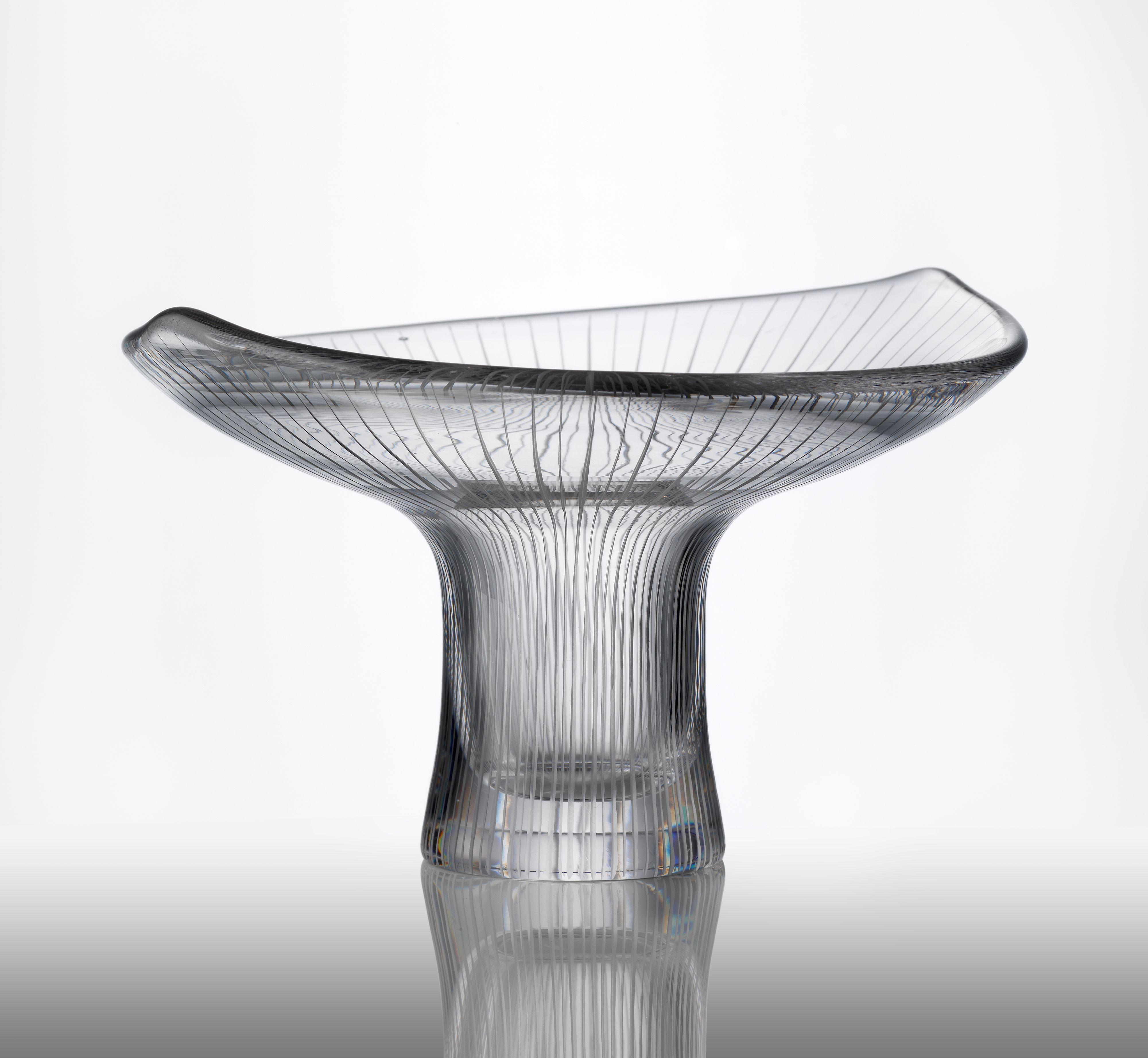
De Kantarelli (cantharel) vaas van Tapio Wirkkala wordt gezien als een van de symbolen van de Finse gouden jaren en een internationaal symbool van Fins modernisme

De Finse gouden jaren, ook bekend als de gouden jaren van Fins glas (Fins: Suomalaisen lasin kultakausi), waren de jaren in de periode na de Tweede Wereldoorlog die duurden tot in de jaren '60 van de twintigste eeuw. Deze periode wordt gekenmerkt door de grote internationale populariteit van Fins glas en Finse glaskunstenaars. De hoogtijdagen van de Finse gouden jaren waren de jaren '50, mede dankzij de grote successen die behaald werden op de triënnales van Milaan in 1951, 1954 en 1957.
De meest invloedrijke ontwerpers tijdens de gouden jaren waren Kaj Franck, Timo Sarpaneva en Tapio Wirkkala. Glasproducenten Iittala, Riihimäki en Nuutajärvi waren de drie belangrijkste glasproducenten in deze periode.

## Interbellum
De productie van hoogwaardig gebruiksglas was inherent aan de glasproductie in Finland en de andere Noordse landen. Het Zweedse concept van vackrare vardagsvara ("mooiere alledaagse goederen"), ontwikkeld door Gregor Paulson in 1919, kreeg in de jaren '20 ook bekendheid in Finland. De expositie van Zweeds design in Göteborg in 1923 en in Helsinki in 1924 waar glas van de Zweedse producent Orrefors te zien was, vormden de inspiratiebron voor Adolf Paavali Kolehmainen om soortgelijke producten in Finland te produceren. Kolehmainen was op dat moment directeur van de Finse glasfabriek in Riihimäki, Riihimäen Lasi Oy, een van de grootste glasproducenten van Finland. In diezelfde periode startte ook glasproducent Karhula, met de productie van huishoudglas. Beide producenten legden de focus op glazen flessen. Van 1919 tot en met 1932 zorgde dit voor enige moeilijkheden wat betreft de afzetmarkt, aangezien er in die periode in Finland een verbod op alcohol gold.

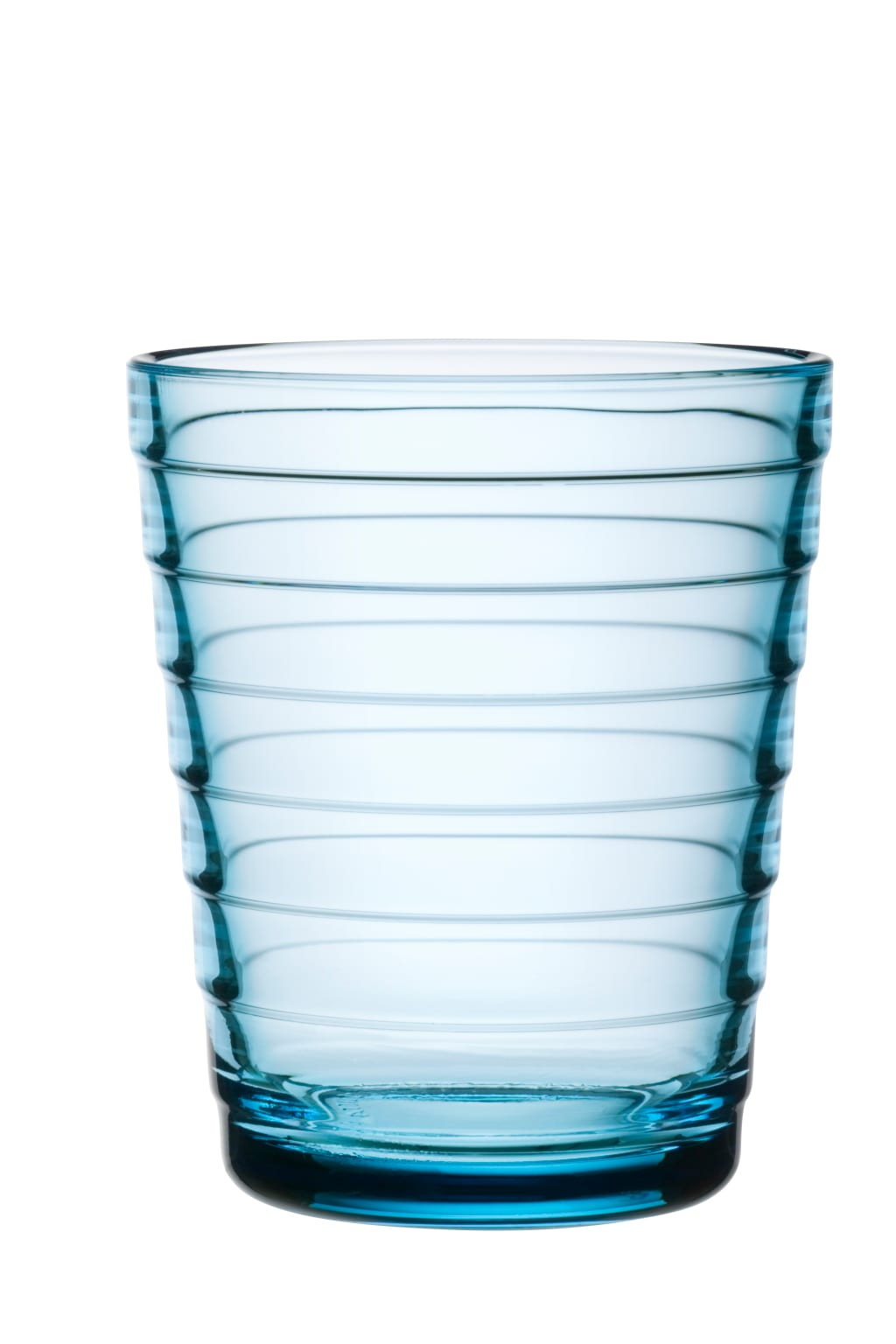
Aalto, Aino Aalto

Voor de Tweede Wereldoorlog had Finland een deels agrarische economie. Het land exporteerde hoofdzakelijk ruwe materialen en bulkgoederen zoals hout, karton en papier. Voorwerpen die in Finland werden gemaakt, waren meestal kopieën van voorwerpen uit andere landen en hadden nog geen uitgesproken Finse identiteit. Een importverbod in Finland in het interbellum leidde ertoe dat de producten die in Finland werden geproduceerd steeds meer diversifieerden.
In deze periode werd in de glasindustrie nog niet samengewerkt met professionele glasontwerpers. De eerste samenwerking kwam in 1925 toen glasproducent Riihimäki ging samenwerken met de Zweedse ontwerper Tyra Lundgren voor de Tyra-serie drinkglazen. Dit ontwerp werd vervolgens door andere producenten, waaronder Iittala, gekopieerd. In 1928 schreef Riihimäki een wedstrijd uit voor het ontwerp van een simpele set glaswerk voor dagelijks gebruik. Dit leidde tot een samenwerking met Henry Ericsson. Voor Riihimäki ontwierp Ericsson daarnaast ook enkele gegraveerde sierglazen en kommen die werden getoond op de Wereldtentoonstelling van 1929 in Barcelona. Ericsson was in de jaren '20 een van de meest bekende Finse ontwerpers.
Nadat het alcoholverbod in Finland in 1932 werd opgeheven, steeg de vraag naar glaswerk. Datzelfde jaar kreeg Hans Ahlström een leidinggevende functie binnen het Ahlströmconcern, waar glasproducent Iittala onderdeel van was, en nam Göran Hongell aan als vaste ontwerper. Hongell was daarmee de eerste ontwerper in Finland die als glasontwerper in vaste dienst was bij een glasproducent. Tot dan toe hadden ontwerpers op projectbasis gewerkt en kregen zij opdrachten door mee te doen aan ontwerpwedstrijden.
In 1932 schreef Karhula-Iittala een ontwerpwedstrijd uit voor een ontwerp van een drinkglazenset, een ontwerp voor een servies van geperst glas, een set gebruiksvoorwerpen voor de kaptafel en voor kunstglas. Deze wedstrijd was de eerste wedstrijd van een glasfabrikant waar gevraagd werd naar een ontwerp voor persglas. De Finse architecte en ontwerpster Aino Aalto nam deel aan de wedstrijd en won een tweede plaats met haar ontwerp van de Bölgeblick-glazenset. Na enkele aanpassingen werd de set in productie genomen. De naam veranderde naar Aalto en werd later verkocht onder de naam Aino Aalto. De Aalto-glazenset werd onder meer in 1933 in Londen en tijdens de triënnale van Milaan in 1936 geëxposeerd.

### Internationale exposities
Vanaf het begin van de jaren '30 werd Fins glas steeds vaker tentoongesteld op internationale exposities. Na 1932 had Fins glas door glaskunstenaars als Gunnel Nyman, Arttu Brummer, Henry Ericsson, Göran Hongell en Aino en Alvar Aalto een steeds grotere internationale bekendheid verkregen. Hun werken waren onder meer te zien tijdens de Wereldtentoonstelling in Parijs in 1937 en de Wereldtentoonstelling van New York in 1939.
In 1933 schreef glasproducent Riihimäki twee wedstrijden uit, waarvan een in samenwerking met het fototijdschrift Suomen Kuvalehti. Bij de wedstrijd in samenwerking met het tijdschrift werd het publiek gevraagd naar hun favoriete ontwerp dat vervolgens in productie werd gebracht. De andere wedstrijd was bedoeld voor de ontwikkeling van glaswerk om te tonen op de triënnale van Milaan in 1933.
Hoewel Finland meedeed aan de triënnales van Milaan in 1933 en 1936, werd daar weinig gebruiksglas getoond. Het geperste glas dat in Finland werd gemaakt werd gezien als niet prestigieus genoeg voor de triënnale. Desondanks ontvingen de Finse ontwerpers en de Finse expositie goede kritieken in de Italiaanse pers. De Finse expositie werd onder meer bezocht door koning Viktor Emmanuel en premier Benito Mussolini.
De focus van de triënnale van Milaan in 1936 lag op het bevorderen van export, wat niet in goede aarde viel bij de Finse Arts and Crafts Association (Suomen taideteollisuusyhdistys). Om die reden werd er enkel glas dat verkocht werd door Artek, het bedrijf van architect Alvar Aalto en zijn vrouw Aino Aalto, getoond. Tijdens deze triënnale won Aino Aalto haar eerste gouden medaille voor haar ontwerp van de Aalto-serie. Het ontwerp werd hierna veelvuldig gekopieerd, waaronder door Riihimäki.

### Stijl en smaak
De jaren '20 en '30 kenden een groei in de belangstelling voor interieurvormgeving waarbij glas een belangrijke rol speelde. De tendens was dat een slechte smaak het gevolg was van onwetendheid en dat educatie door middel van boeken en studiegroepen noodzakelijk was.

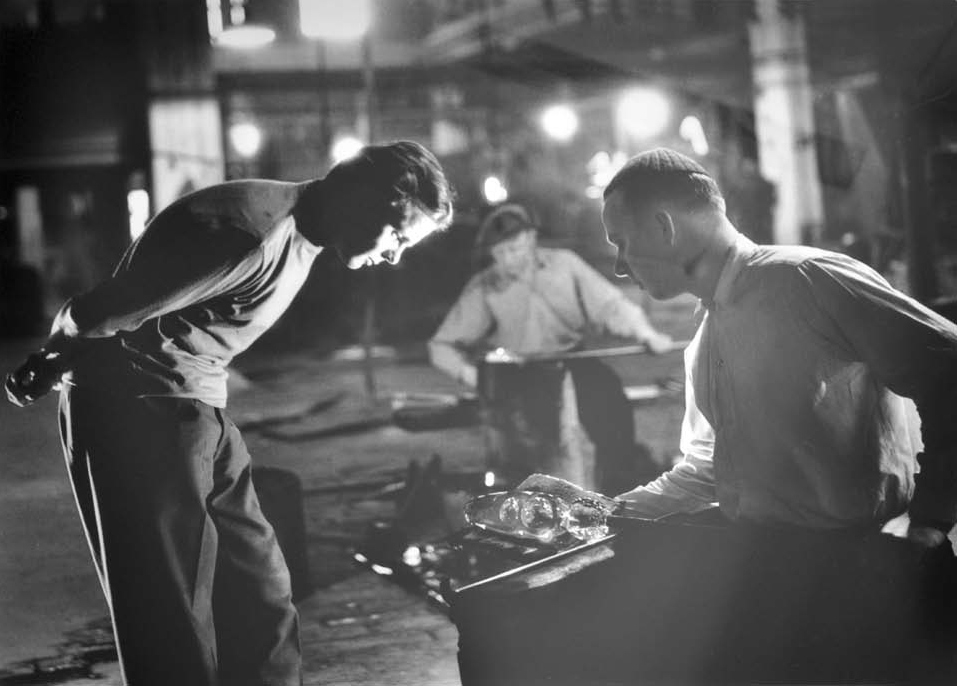
Timo Sarpaneva (links) en Helge Nieminen in de Iittala-glasfabriek. Nieminen werkt hier aan het werk Orkidea.

In de jaren '30 werd het functionalisme de belangrijkste kunststroming in Finland. De bekendste ontwerpers in deze stroming waren Kaj Franck, Aino en Alvar Aalto. Ontwerpen zoals de Eskimoerindens skinnbuxa-vaas, ook bekend als de Savoy-vaas of Aalto-vaas, en de Aalto-glazenset uit deze periode werden designklassiekers. Tegenover de functionalisten stonden de traditionalisten met Arttu Brummer als kopstuk.
Dik glas dat kneedbaar lijkt en werken die de nadruk leggen op esthetiek, zoals te zien in de werken van Gunnel Nyman, werden belangrijk kenmerken in Fins glasontwerp. Nymans werken inspireerden latere ontwerpen van onder meer Timo Sarpaneva en Tapio Wirkkala.
De meeste ontwerpers waren als freelancers bij de verschillende glasproducenten betrokken en hadden, in tegenstelling tot ontwerpers in vaste dienst, weinig te doen met de dagelijkse gang van zaken bij het glasproductieproces. Bij de glasproducenten kregen de ontwerpers carte blanche om te creëren wat zij wilden. Hierdoor werden zij in staat gesteld om nieuwe technieken uit te proberen, wat bijvoorbeeld leidde tot de rookgordijntechniek van Gunnel Nyman. Timo Sarpaneva vond de wet-stick methode uit de negentiende eeuw opnieuw uit. Hij maakte hierbij gebruik van een dunne metalen punt waarmee een gat in het vloeibare glas werd gemaakt. Vervolgens werd er een natte houten stok in het gemaakte gat gestoken waardoor stoom ontstond. Door de stoomvorming vormde er uiteindelijk een bel in het glas. De techniek werd voor het eerst gebruikt door Sarpaneva in het begin van de jaren '50 en werd onder meer toegepast in de werken Kajakki, Lansetti en Orkidea waarmee Sarpaneva in 1954 Grands Prix won op de triënnale van Milaan. Deze nieuwe innovaties konden op een later moment worden toegepast in massaproductie.

## Oorlogsjaren en wederopbouw
Door alle gebeurtenissen in Finland ten tijde van de Tweede Wereldoorlog, zoals het uitbreken van de Winteroorlog, de Vervolgoorlog en de Laplandoorlog en de grote glasschaarste die hiervan het gevolg was, lag de productie van kunstglas in Finland tussen 1939 en 1945 bijna volledig stil. Door de oorlogsjaren waren de Finse landsgrenzen verschoven en na het einde van de oorlog waren er ongeveer 400.000 vluchtelingen die opnieuw ergens gevestigd moesten worden. De spanningen tussen Finland en de Sovjet-Unie waren hoog. Na de oorlog moest Finland herstelbetalingen doen aan de Sovjet-Unie. Deze betalingen werden gedaan in de vorm van vervaardigde goederen uit de metaal- en technische industrie. De moederbedrijven in deze industrieën hadden vaak ook dochterbedrijven in de glas- en keramiekindustrie. Door middel van de internationale promotie van export van glas en keramiek, naar onder meer Zwitserland en de Verenigde Staten, probeerden deze bedrijven geld te verdienen om vervolgens de metaal- en technische industrie mee te financieren. Glasontwerpers werden aangespoord om te streven naar innoverende en kwaliteitsvolle producten.

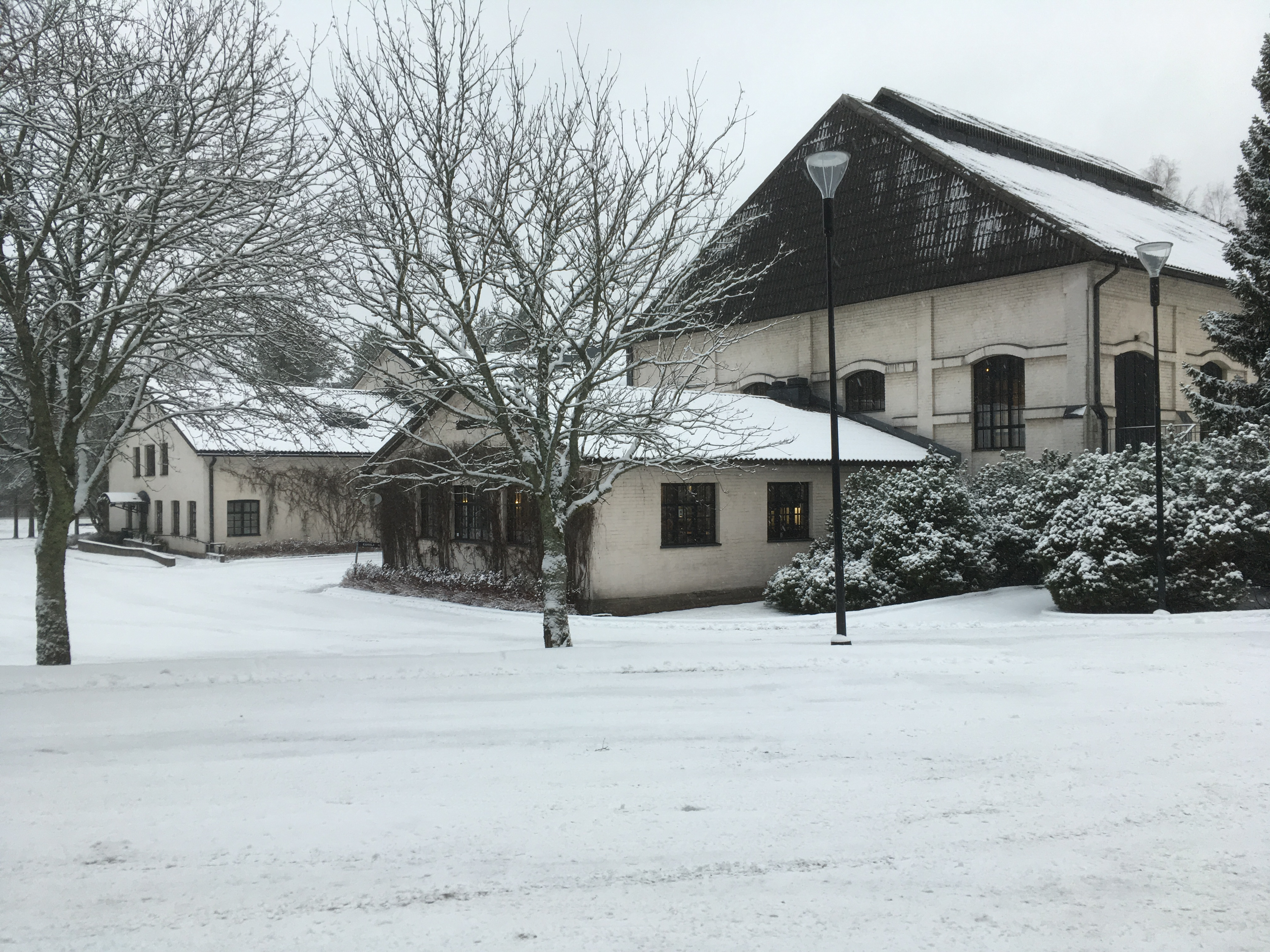
Glasfabriek in Riihimäki

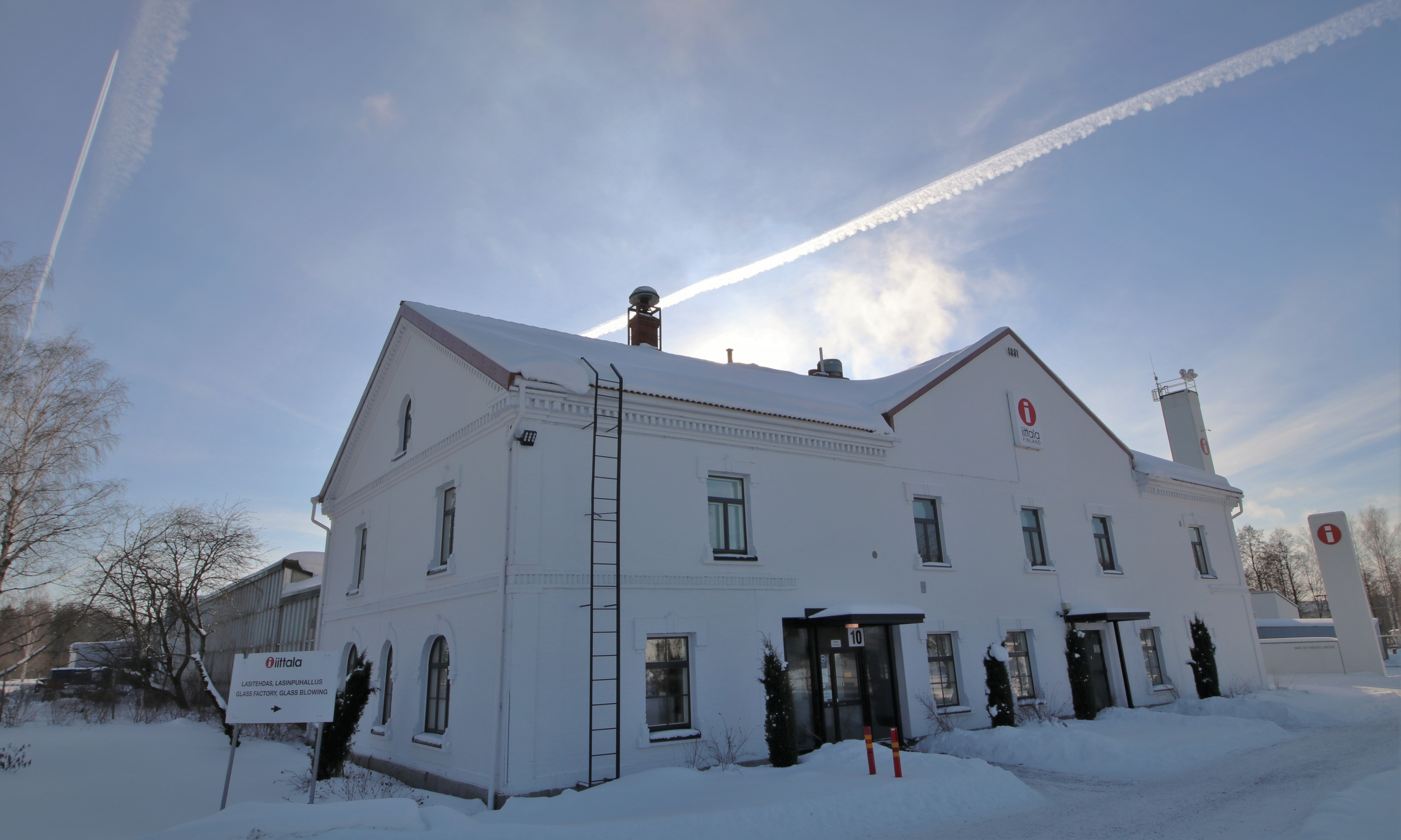
Glasfabriek in Iittala

In 1947 werd een vredesakkoord tussen Finland en de Sovjet-Unie getekend. De naoorlogse jaren kenmerkten zichzelf door een stijging in sociale gelijkheid, een hervonden belang van het gezinsleven en een snel stijgende ontwikkeling van Fins design. Hierdoor steeg de populariteit van keramiek en gebruiksglas, met name van Finse producenten. Voor de wederopbouw was er nood aan glas, maar Finland was voor de productie hiervan afhankelijk van de import van zand waarvoor weinig budget beschikbaar was. Glasproducenten werden toegestaan om ruiten, flessen en standaard gebruiksglas te produceren, maar deze producten hadden een prijsbeperking die was opgelegd door de overheid. Een uitzondering in de prijsbeperking werd gemaakt voor enkele stukken decoratief glas. Deze ontwerpen werden omschreven als "mooi, maar doelloos".
In 1946 werd er een Noordse expositie gehouden in de Liljevalchs konsthall in Stockholm. De Zweedse overheid financierde de participatie van kunstenaars uit Denemarken, Finland en Noorwegen die onder de oorlog hadden geleden. Finland stond reeds goed bekend om keramiek en textiel, maar de expositie gaf ook kunstglasontwerpers en -producenten de mogelijkheid te exposeren. Voor deze expositie creëerden Gunnel Nyman en Arttu Brummer stukken voor Riihimäki die daar tentoongesteld werden. Datzelfde jaar had glasproducent Riihimäki Helena Tynell in dienst genomen. Tynell was de eerste vaste ontwerper voor de glasproducent en ook haar werk was te zien op de expositie in Stockholm. Glasproducent Iittala stelde tevens kunstglas tentoon in Stockholm. Voor de expositie schreven zij een ontwerpwedstrijd uit die gewonnen werd door Timo Sarpaneva en Kaj Franck. Het exposeren van kunstglas was voor glasproducenten een zeer belangrijk onderdeel van de marketingstrategie. Deze expositie wordt gezien als de start van de Finse gouden jaren.
In de jaren '30 was een verdere verschuiving ontstaan binnen de glasproductie. Diverse glasproducenten maakten plannen om de productie van mondgeblazen en geperst glas te scheiden. Zo verplaatste glasproducent Karhula-Iittala de productie van mondgeblazen glas eind jaren '40 naar het dorp Iittala nabij Hämeenlinna.
In 1949 organiseerde Riihimäki opnieuw een ontwerpwedstrijd waar ontwerpers uit alle Noordse landen aan mee konden doen. Ondanks dat Nanny Still buiten de top drie viel, herkende Riihimäki haar talent. Na Helena Tynell werd zij in 1949 de tweede vaste ontwerper voor Riihimäki. De werken van de drie winnaars, twee Denen en Noor, werden in 1949 en 1950 productie gebracht, maar werden niet geadverteerd. Werken van buitenlandse ontwerpers werden in Finland weinig gepromoot, in tegenstelling tot werken van Finse ontwerpers. In Finland genoten Finse (glas)ontwerpers hetzelfde aanzien als kunstschilders en werden beschouwd als beroemdheden.

### De ontwerpers
Volgens professor Timo Myllyntaus, docent Finse geschiedenis aan de Universiteit van Turku, zijn er overeenkomsten te zien tussen de ontwerpers uit de gouden jaren. De ontwerpers zijn volgens Myllyntaus in twee groepen op te delen. De kleinste groep, die Myllyntaus ook wel als 'de pioniers' omschrijft, zijn allemaal geboren voor 1914. De tweede, grotere groep, werd geboren in het interbellum. Volgens Myllyntaus zijn bijna alle ontwerpers opgeleid in Helsinki. Zij studeerden vaak af aan dezelfde scholen, met name van de School voor Toegepaste Kunsten (Taideteollinen Korkeakoulu) of de Technische Hogeschool. De ontwerpers waren allen breed opgeleid en was het niet ongebruikelijk dat zij in een ander vakgebied afstudeerden dan dat zij uiteindelijk gingen werken. Zo studeerde bijvoorbeeld Timo Sarpaneva af als grafisch ontwerper en Gunnel Nyman als meubelontwerper. Daarnaast stelt Myllyntaus dat de groep allemaal een soortgelijke benadering had wat betreft het ontwerpproces, hadden een soortgelijke missie en visie, en hingen zij allemaal een stijl aan die een tegenreactie was op het (neo-)classicisme. Veelal was dit in de vorm van reductionisme en eenvoud. De inspiratie voor hun werken verkregen ze uit de natuur en uit volkskunst.
Voor de tweede groep ontwerpers, die hoofdzakelijk werkzaam was na de oorlogsjaren, was het belangrijk om zowel nationaal als internationale erkenning te krijgen, aldus Myllyntaus. Door het internationale succes van de groep pioniers zagen zij dat dit mogelijk was. Voor de tweede groep ontwerpers werd het volgens Myllyntaus om die reden belangrijk om hun werken op grote schaal te laten produceren waarvoor zij volgens nationaal en internationaal prijzen wonnen. Hun internationale succes was daarnaast ook een manier om de plek van Finland in de westerse wereld terug te veroveren.

Van de groep pioniers waren er in de jaren '50 nog maar enkelen actief in de glaskunst. Henry Ericsson was in 1933 bij een auto-ongeluk om het leven gekomen. Gunnel Nyman overleed in 1948 en Aino Aalto overleed een jaar later. Arttu Brummer, die ook als docent invloed had gehad op onder meer Gunnel Nyman, Birger Kaipiainen en Timo Sarpaneva, overleed in 1951. Alvar Aalto richtte zich in de jaren '50 voornamelijk op architectuur. Naar waarschijnlijkheid is een glazen asbak het enige glazen object dat Aalto in de jaren '50 ontwierp.

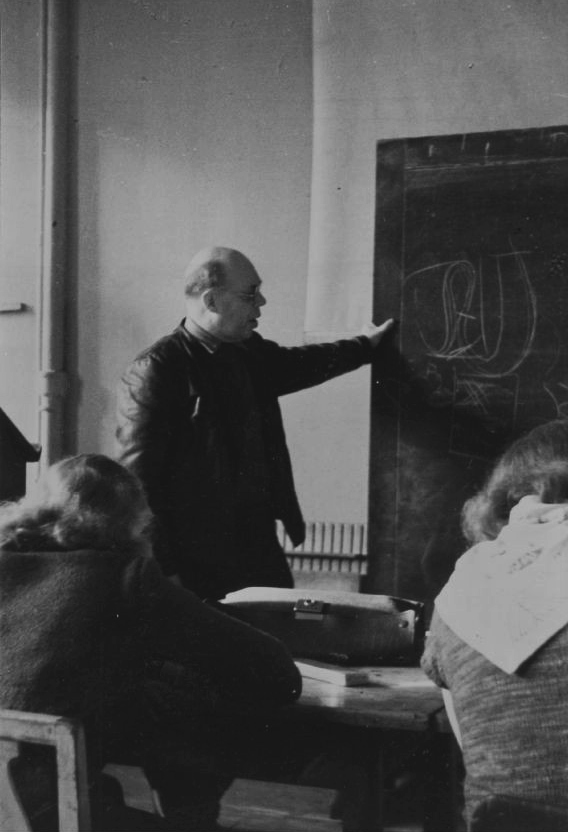
Arttu Brummer (1891-1951)
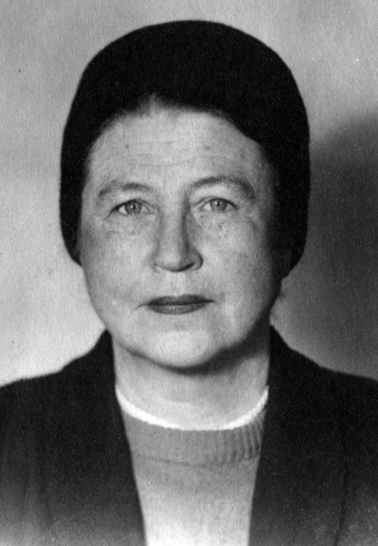
Aino Aalto  (1894-1949)
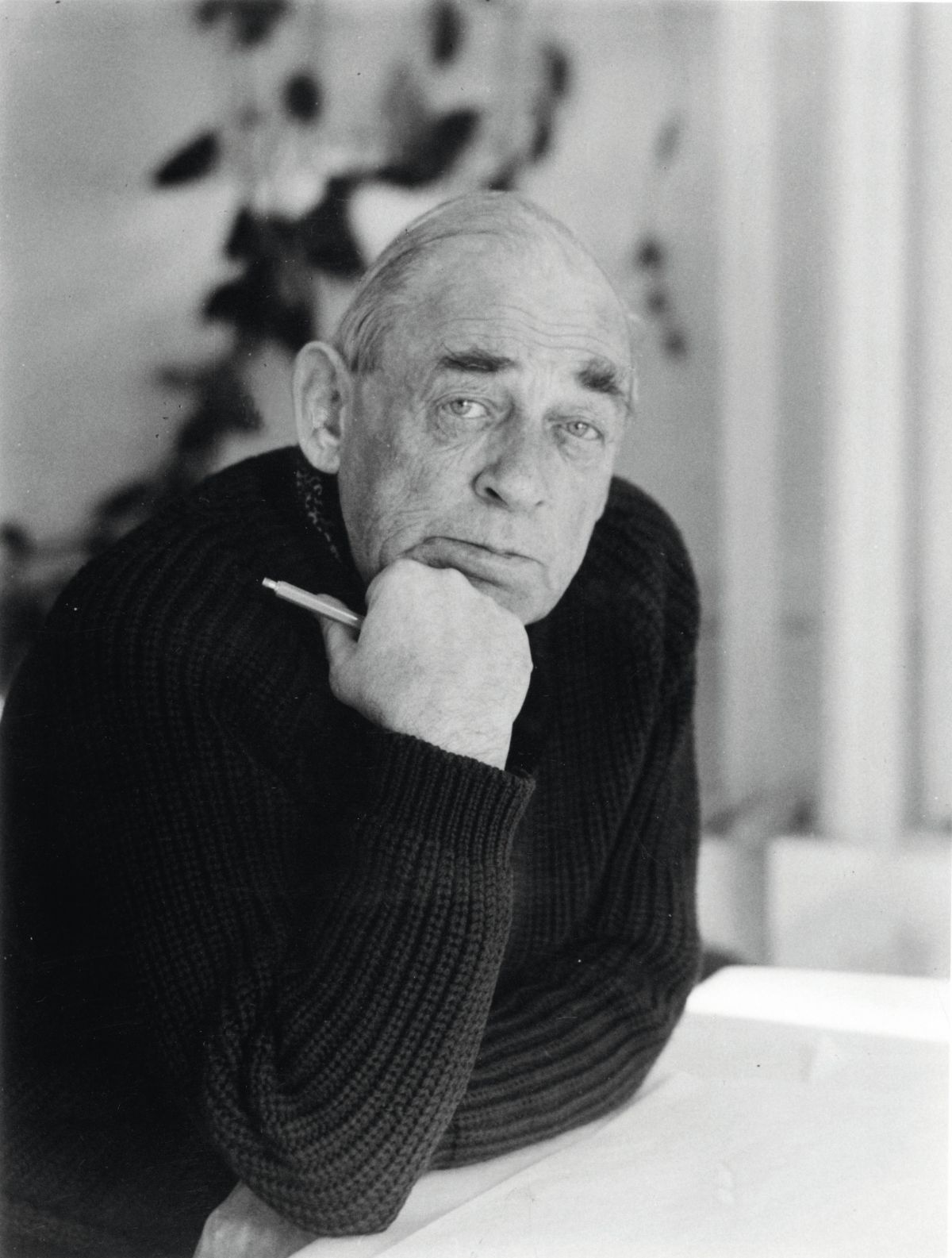
Alvar Aalto  (1898-1976)
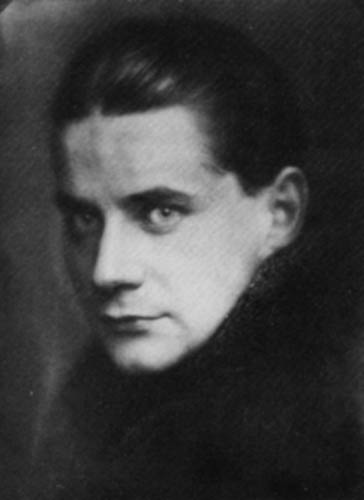
Henry Ericsson (1898-1933)
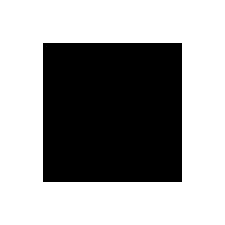
Göran Hongell (1902-1973)
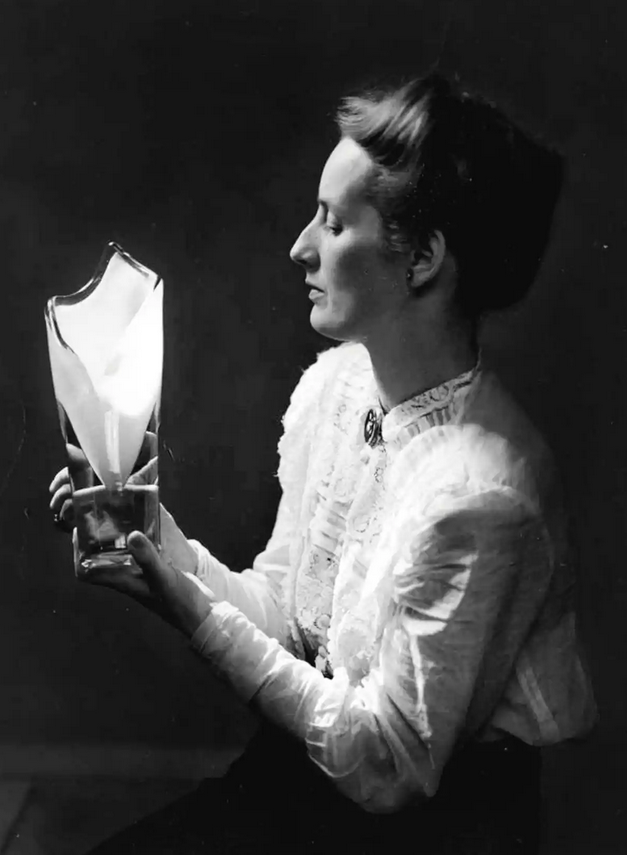
Gunnel Nyman (1909-1948)
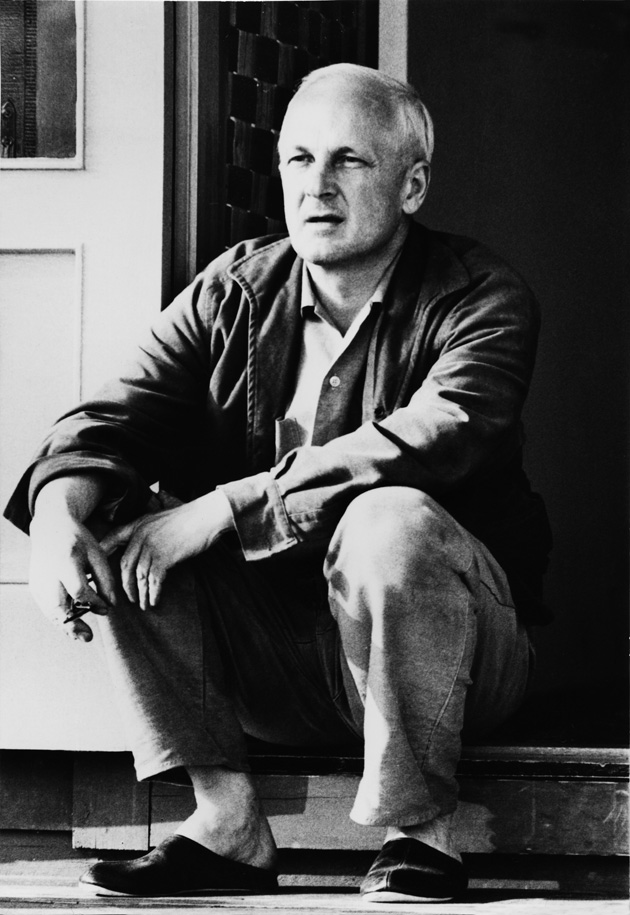
Kaj Franck  (1911-1989)
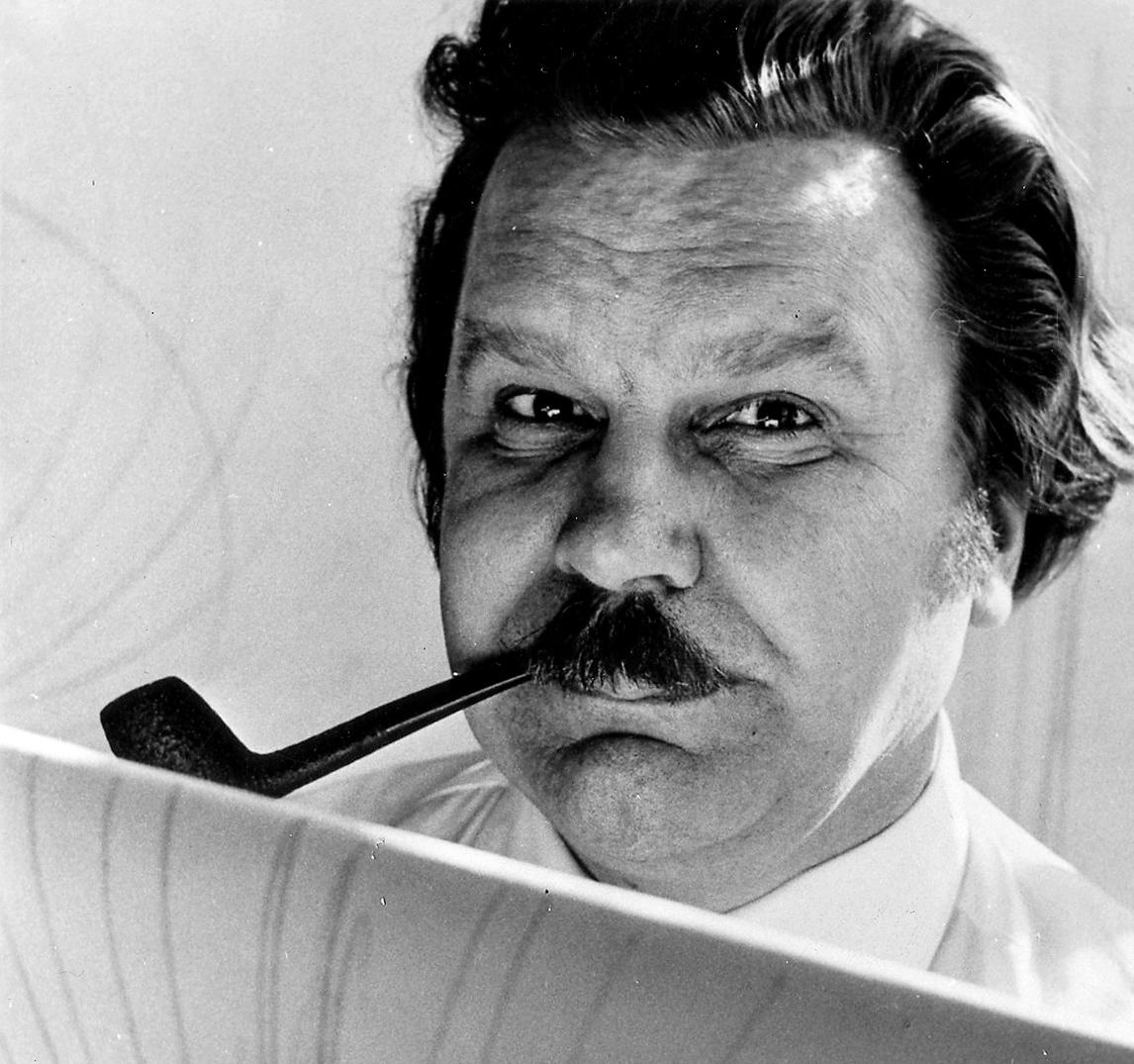
Tapio Wirkkala (1915-1985)
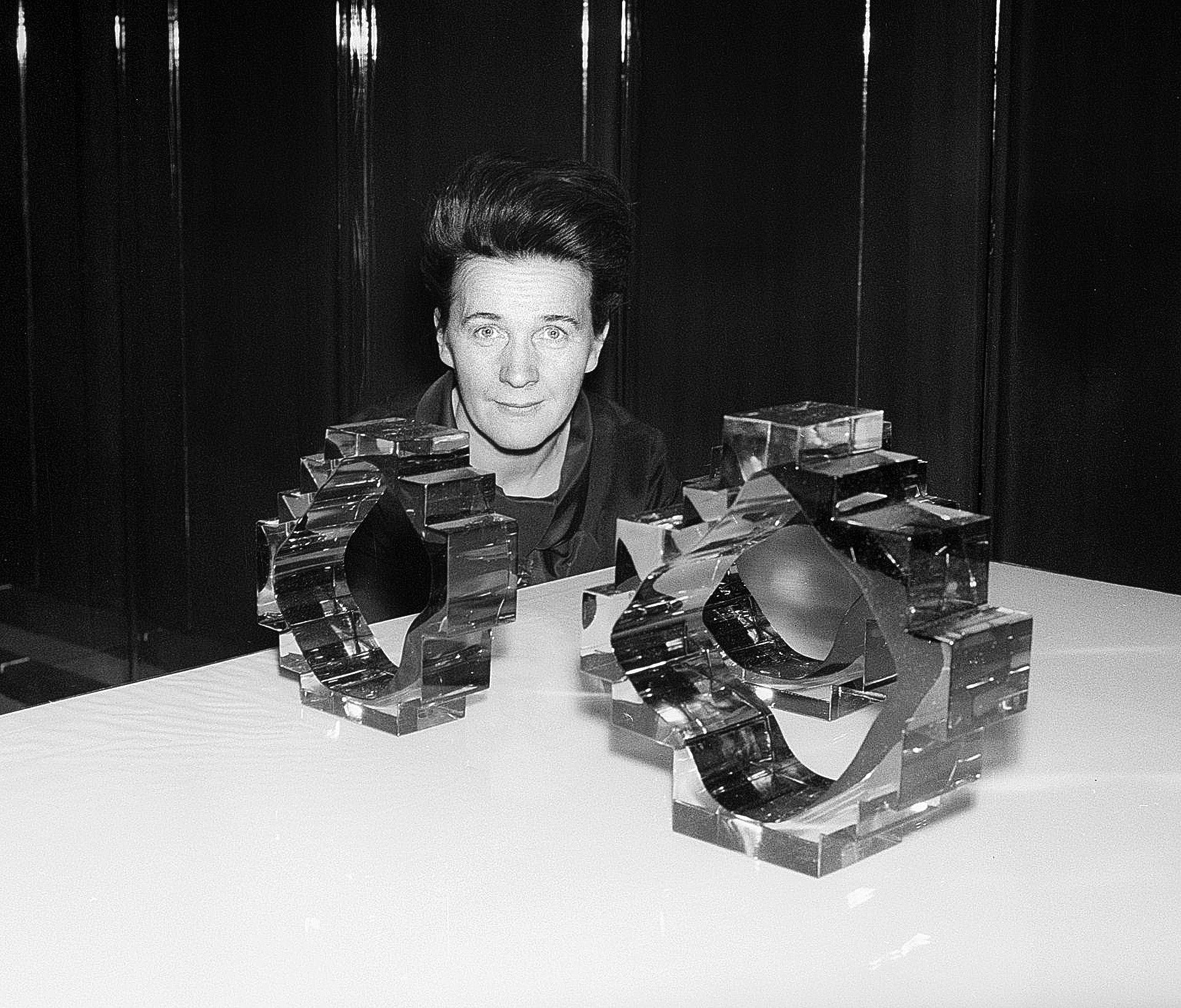
Helena Tynell (1918–2016)
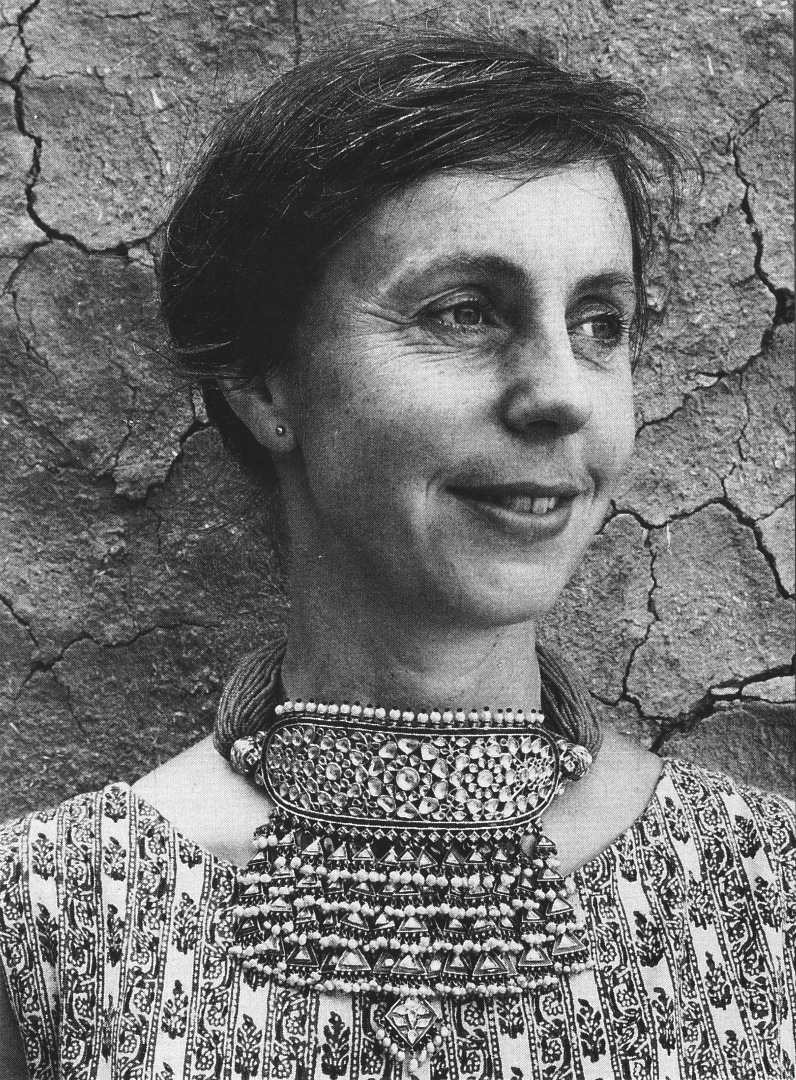
Saara Hopea (1925-1982)
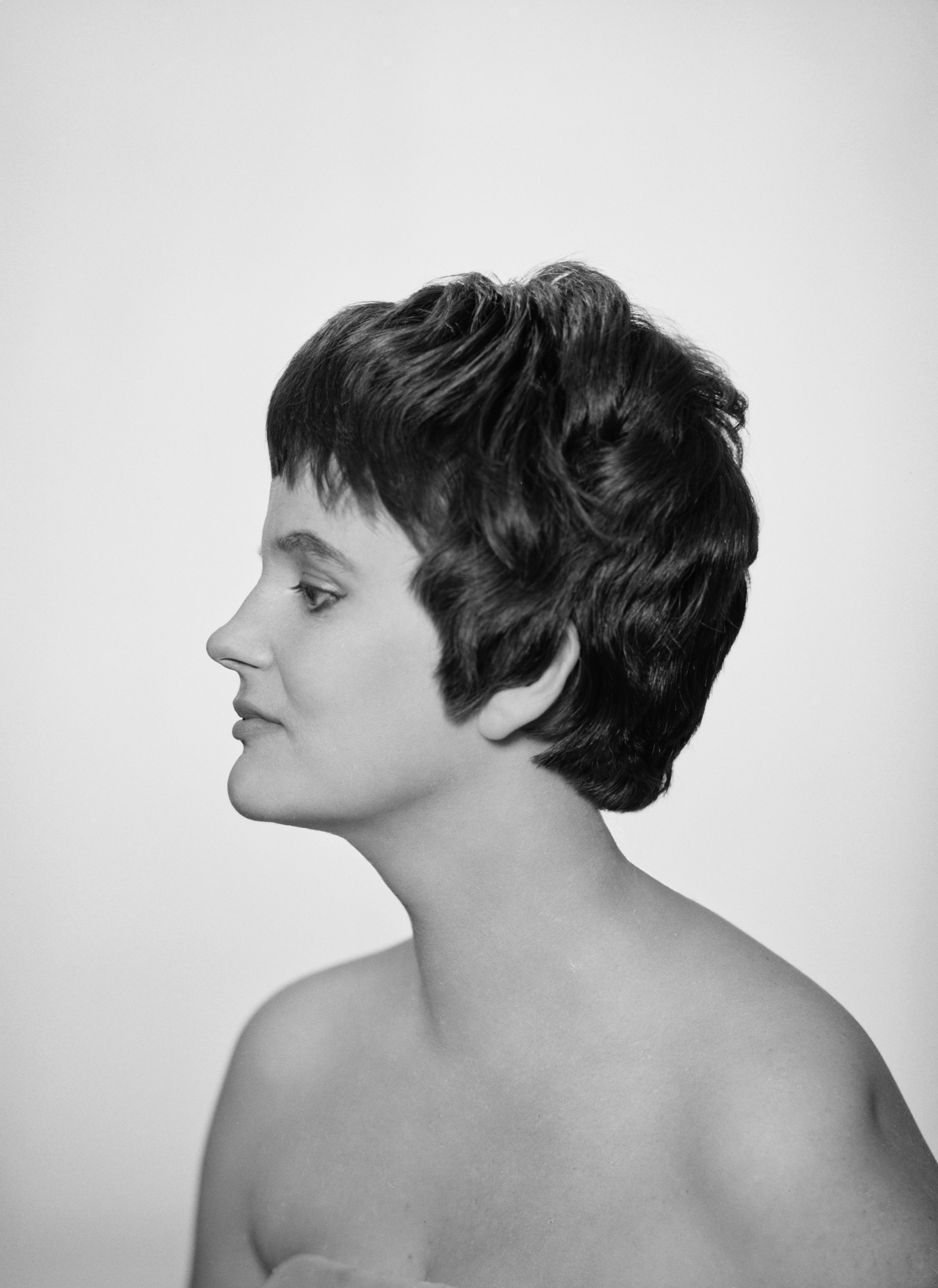
Nanny Still  (1926-2009)
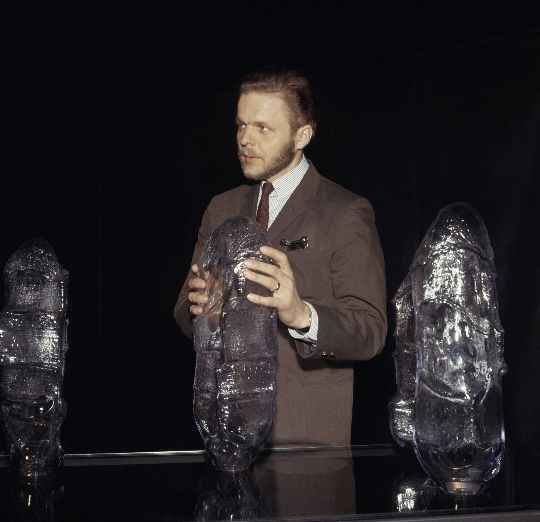
Timo Sarpaneva (1926-2006)
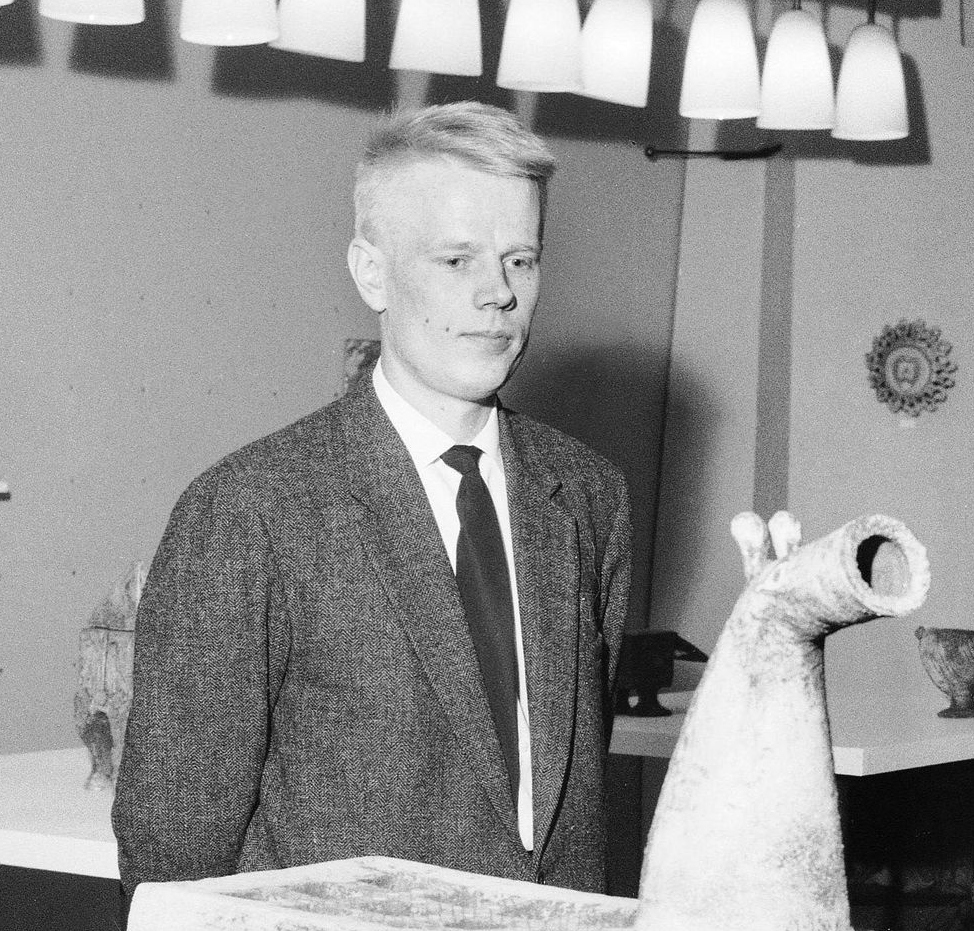
Oiva Toikka (1931-2019)

## Gouden jaren '50
Na de oorlogsjaren was er een nieuw gevoel van optimisme ontstaan en door steeds meer internationale invloeden waaide begin jaren '50 een nieuwe wind door de Finse ontwerpwereld. Hierdoor kwamen ontwerpers met steeds gedurfdere ontwerpen.
In 1951 werd voor het eerst de Lunningprijs uitgereikt. Deze Noordse ontwerpprijs was het geesteskind van de Deense ontwerper Kaj Dessau. Dessau was werkzaam voor Frederik Lunning die eigenaar was van de Georg Jensen Inc. winkel in New York. Hij wist Lunning ervan te overtuigen om jaarlijks een prijs uit te reiken aan twee Noordse ontwerpers en op deze manier meer publiciteit te genereren voor Scandinavische design en de winkel. De eerste twee winnaars van de Lunningprijs waren de Deense architect Hans Wegner en de Finse glasontwerper Tapio Wirkkala. In 1955 was Kaj Franck de winnaar van de prijs, gevolgd door Timo Sarpaneva in 1956. De geldprijs die verbonden was aan de Lunningprijs stelde de Finse ontwerpers in staat om te reizen en in het buitenland te studeren.

### Triënnale van Milaan 1951

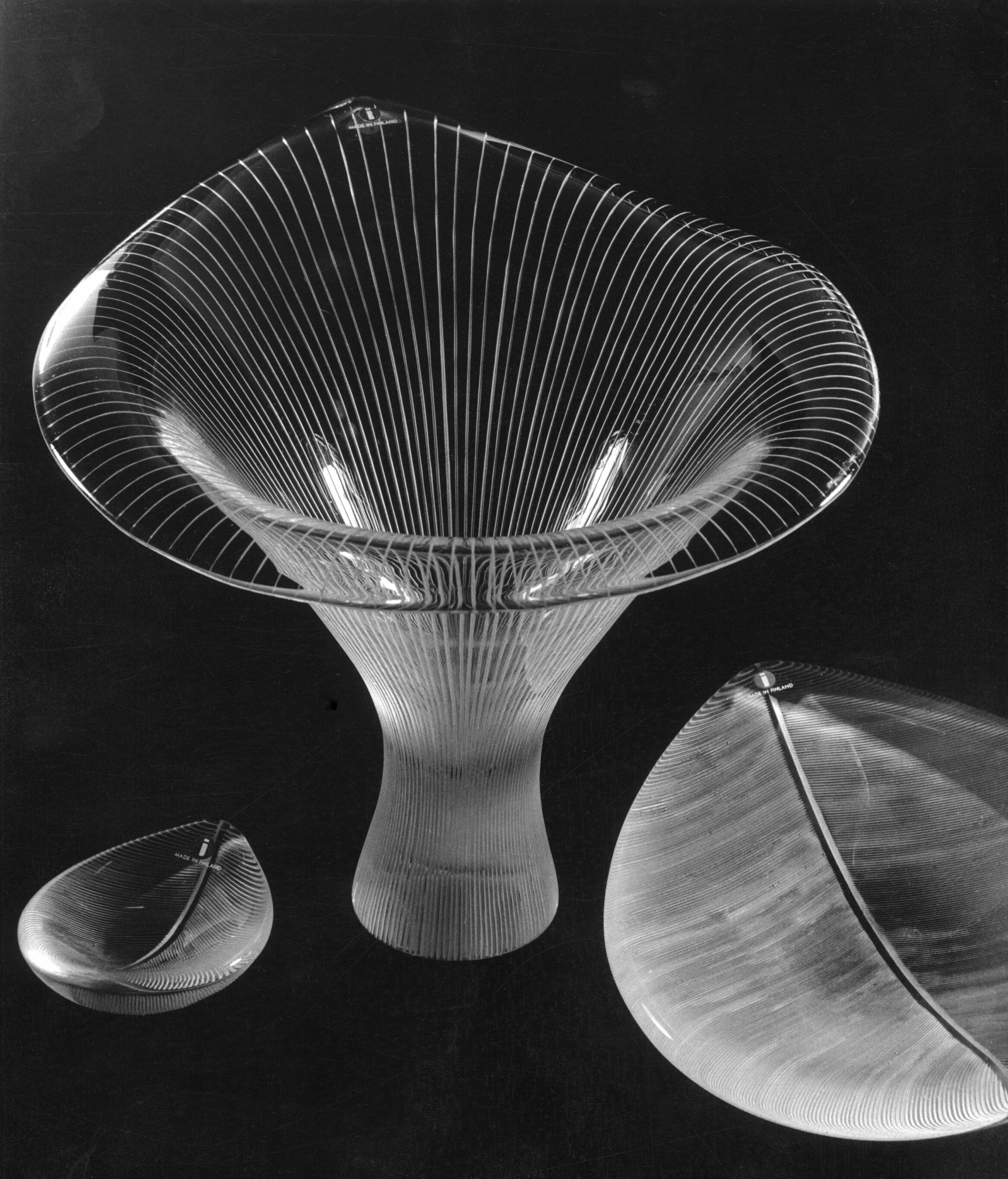
Kantarelli (1946), Tapio Wirkkala. Winnaar Grand Prix, triënnale van Milaan 1951.

In 1951 nam Finland voor het eerst sinds het einde van de Tweede Wereldoorlog deel aan de triënnale van Milaan. Het idee voor de deelname kwam van Timo Sarpaneva en de coördinatie was in handen van kunstpromotor Herman Olof Gummerus. Gummerus was op dat moment hoofd van PR bij keramiekproducent Arabia. Zijn doel was om Finland te presenteren als een westers land en door middel van kunst en design een positief beeld van het land neer te zetten. Kunst was een apolitieke manier om dit te bereiken. Gummerus was een goede keus voor de rol als coördinator, hij had in het verleden ervaring als diplomaat en sprak vloeiend Italiaans.
De deelname aan de triënnale had daarnaast ook een effect op de producenten. Glasfabrieken waren in handen van grote private moederbedrijven. Zo was glasproducent Iittala onderdeel van Ahlström, die naast glas ook in de papier- en metaalindustrie actief was. Nuutajärvi was onderdeel van Wärtsilä, de grootste scheepsfabrikant van Finland en tevens eigenaar van de Finse keramiekfabriek Arabia. Aanvankelijk was er geen budget om mee te doen met de triënnale, om die reden vroeg Gummerus om financiële steun van de private sector. Uiteindelijk financierden zij de helft van de kosten voor de deelname aan de triënnale.
De grote afwezige op de triënnale van 1951 was Riihimäki. De glasfabriek was sinds 1927 de grootste glasproducent van Finland. Vanwege financiële problemen waren zij niet in staat mee te doen aan de expositie. Voor glasproducent Nuutajärvi was de triënnale een manier om bekendheid voor hun gebruiksglas te creëren. Nuutajärvi was de eerste glasproducent die het accent legde op het vernieuwen van gebruiksglas.
Bij de triënnale won Finland in totaal 25 prijzen, waaronder zes Grands Prix. De grote winnaar was Tapio Wirkkala die drie Grands Prix won in de categorieën hout, tentoonstellingsontwerp en glas. Zijn werk Kantarelli (cantharel) wordt gezien als een van de symbolen van de gouden jaren van Fins glasdesign en internationaal symbool van Fins modernisme.
Het meeste glaswerk dat in de Finse expositie te zien was, was kunstglas en aan de hand van Wirkkala. Onder meer zijn werken Jäävuori (ijsberg), Jäänsärö (ijsblok) en Jäkälä (korstmos) waren voor het eerst te zien. Andere winnaars waren onder meer Dora Jung, Ilmari Tapiovaara, Rut Bryk, Timo Sarpaneva, Kaj Franck, Toini Muona en Birger Kaipiainen. Een werk van de in 1948 overleden Gunnel Nyman, ingezonden door glasproducent Nuutajärvi, ontving een gouden medaille.
De deelname aan de triënnale wordt gezien als de internationale doorbraak voor Finland in de toegepaste kunsten en werd ook wel "het wonder van Milaan" genoemd. Tijdschriften van over de hele wereld besteedden aandacht aan de Finse inzendingen. Zo wijdde het Italiaanse tijdschrift Domus veertien pagina's aan de ontwerpen. Critici spraken vol lof over het ingetogen kleurenschema van de objecten, hun simpliciteit en de manier waarop de objecten een weerspiegeling van de Finse natuur leken. Het Finse glas viel ook in de smaak bij Italiaanse glaskunstenaars en had een groot effect op de werken die werden geproduceerd in Murano.

### Triënnale van Milaan 1954

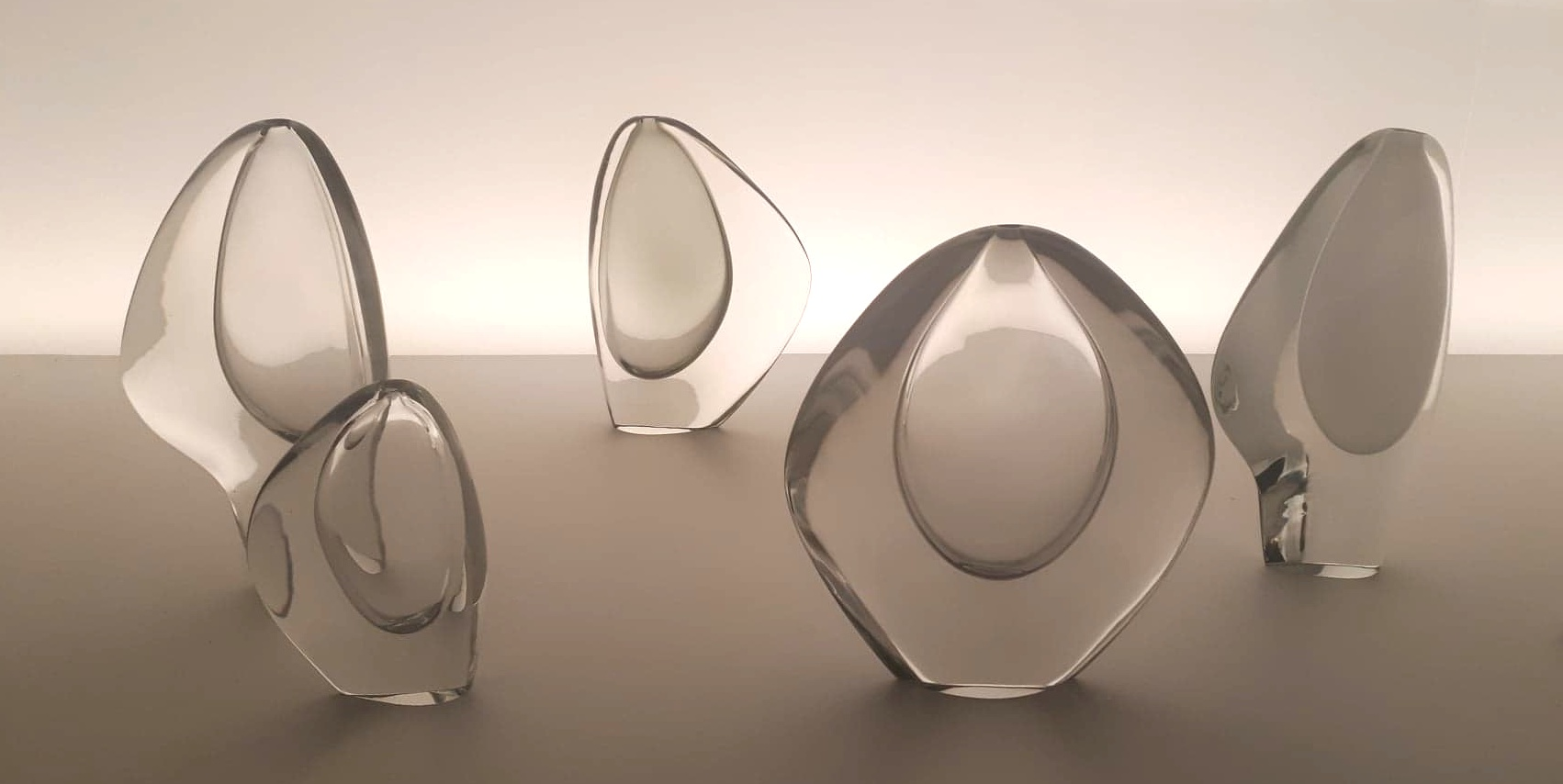
Lansetti (1952), Timo Sarpaneva. Winnaar Grand Prix, triënnale van Milaan 1954.

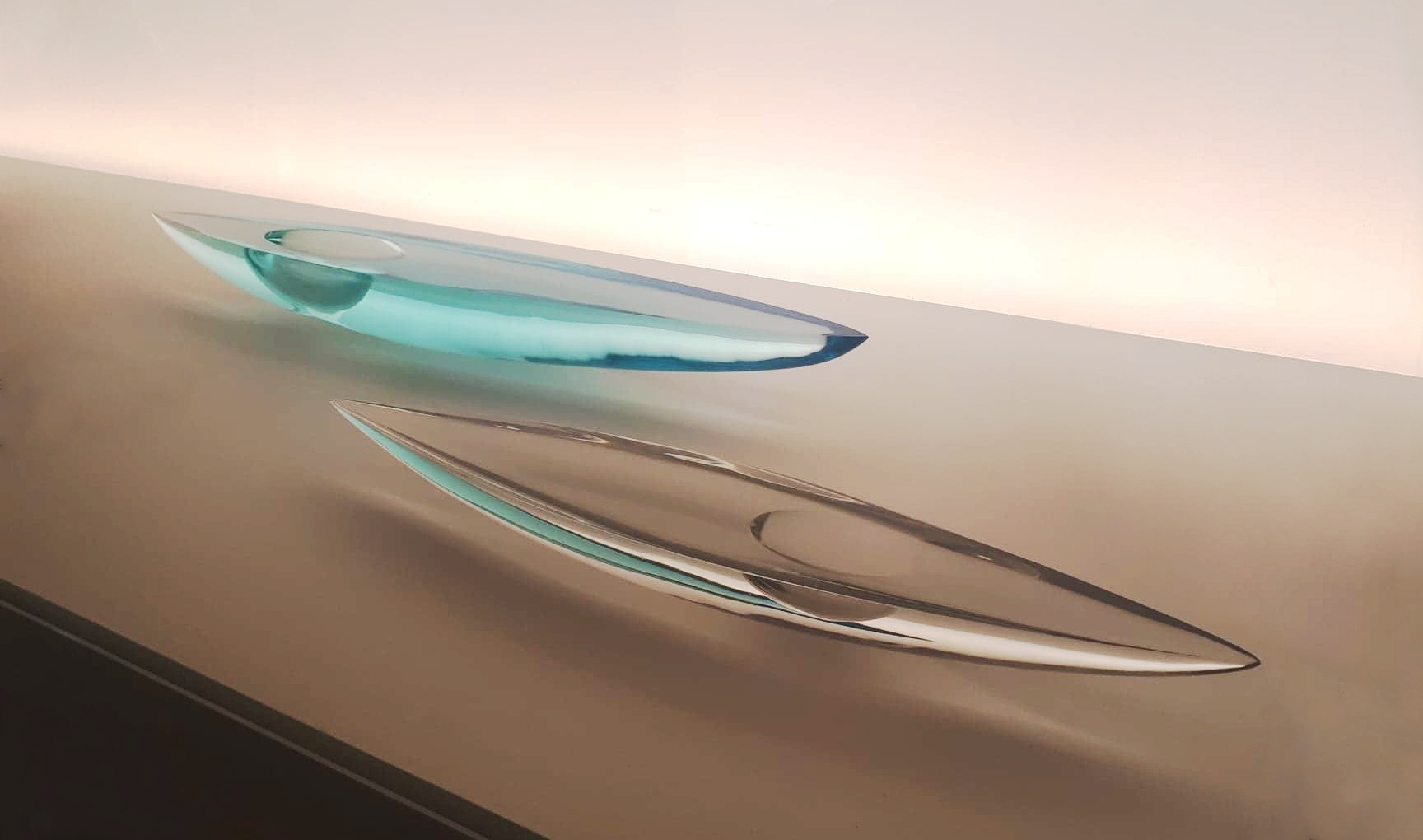
Kajakki (1954), Timo Sarpaneva. Winnaar Grand Prix, triënnale van Milaan 1954.

In 1954 deed Finland opnieuw mee aan de triënnale van Milaan. Net als in 1951 was Tapio Wirkkala verantwoordelijk voor het ontwerp van het Finse gedeelte van de tentoonstelling. Naast kunstglas was er een aparte expositieruimte voor gebruiksglas waar werken van onder meer Kaj Franck en Saara Hopea getoond werden.
Finland won dit maal 32 prijzen waarvan zes Grands Prix. Tapio Wirkkala en Timo Sarpaneva wonnen beiden Grands Prix voor hun werken voor Iittala. Kaj Franck ontving een eervolle vermelding voor zijn werken in glas en keramiek, Göran Hongell won een gouden medaille voor zijn Aarne-set voor Iittala en Saara Hopea kreeg een zilveren medaille voor de stapelbare glazen die ze ontwierp voor Nuutajärvi. Andere winnaars waren onder meer Rut Bryk, Toini Muona, Dora Jung, Lisa Johansson-Pape, Ilmari Tapiovaara, Kirsti Ilvessalo en Yki Nummi.
Finland won in 1954 een kwart van alle Grands Prix. Vergeleken met andere landen wonnen zij het meeste aantal prijzen per capita.

### Triënnale van Milaan 1957
De triënnale van Milaan in 1957 was net als vorige twee edities opnieuw een groot succes. Timo Sarpaneva won twee Grands Prix, waarvan een voor de I-serie van Iittala en een voor het ontwerp van de tentoonstelling op de triënnale. Vuokko Eskolin won een gouden medaille voor haar glaswerk en Saara Hopea ontving een zilveren medaille voor haar Flamingo-serie likeurglazen. Andere winnaars waren onder meer Kaj Franck, Dora Jung, Ilmari Tapiovaara en Bertel Gardberg.
Tegen 1957 hadden de Finse ontwerpers in alle categorieën dermate veel succes, dat zij door ontwerpers uit andere landen de "Finse maffia" werden genoemd. Volgens glasontwerper Timo Sarpaneva was er geen sprake van maffiapraktijken, maar hadden de Finnen behoefte aan schoonheid na jaren van oorlog en leed.

### Internationale positionering en exposities

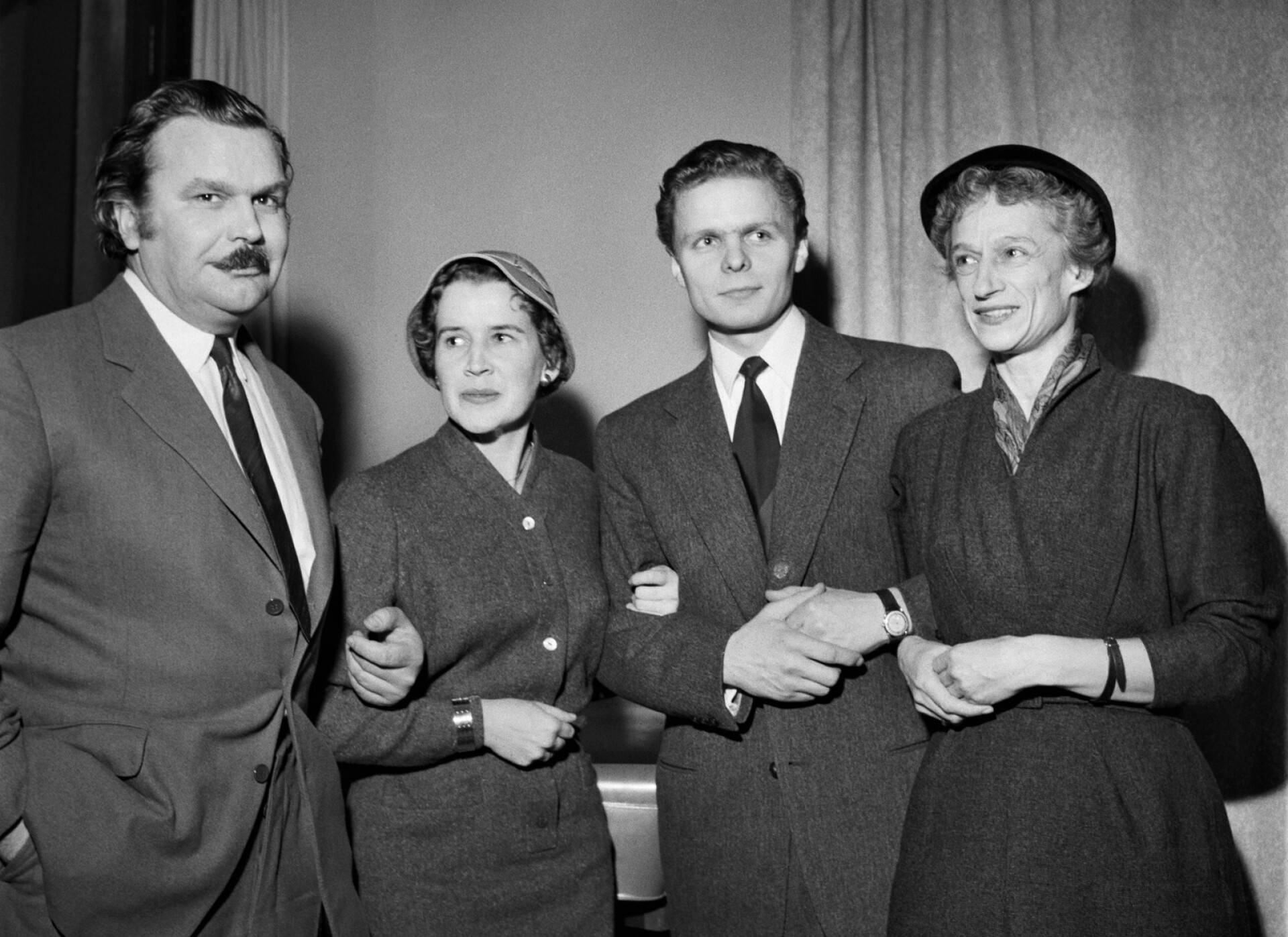
Grand Prix winnaars Tapio Wirkkala, Kirsti Ilvessalo, Timo Sarpaneva en Dora Jung in Helsinki na de triënnale van Milaan (1954)

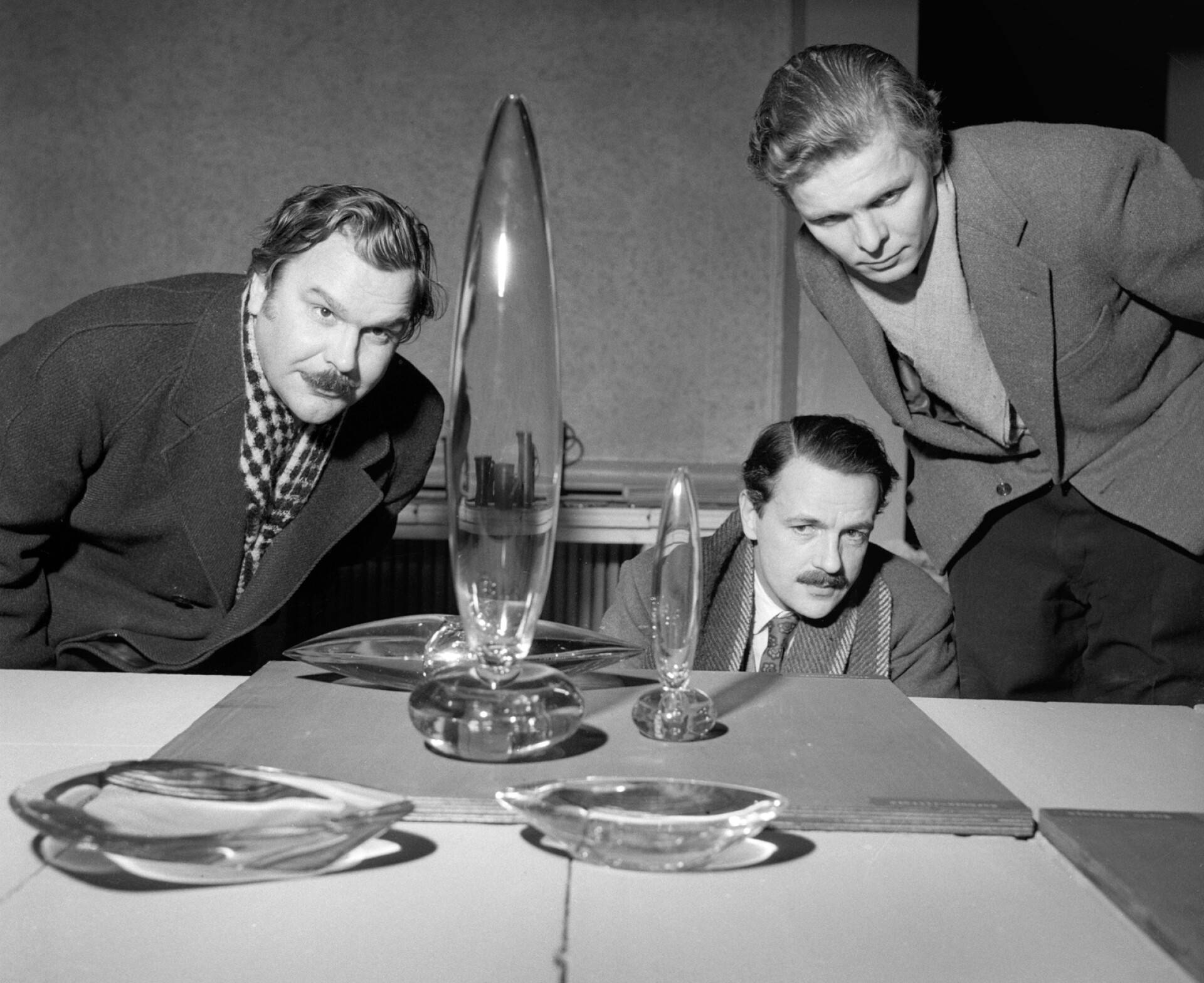
Tapio Wirkkala, Herman Olof Gummerus en Timo Sarpaneva (1954)

Tijdens de triënnale van Milaan in 1951 werden er plannen gemaakt om een tentoonstelling met Scandinavische kunst te organiseren in New York. De drijvende kracht achter de expositie was Elizabeth Gordon. Gordon was hoofdredacteur van het Amerikaanse tijdschrift House Beautiful. Plannen voor een dergelijke expositie bestonden reeds eind jaren '30, maar konden vanwege geldproblemen niet worden uitgevoerd. 
Uiteindelijk tourde de expositie Design in Scandinavia, waar onder meer gebruiksglas van Tapio Wirkkala, Göran Hongell, Saara Hopea en Kaj Franck getoond werd, tussen 1954 en 1957 langs 24 musea in de Verenigde Staten en Canada. De tentoonstelling werd ontworpen door de Deense architect Erik Herløw. Herløw koos ervoor de exposities in te delen in thema's, in plaats van aan de hand van de verschillende landen. Tapio Wirkkala was verantwoordelijk voor het ontwerp van de poster, de catalogi en het logo. De expositie positioneerde Finland als Scandinavisch land en westerse democratie. Ongeveer 660.000 mensen bezochten de expositie.
Net als Tapio Wirkkala had ook Timo Sarpaneva een reputatie ontwikkeld als tentoonstellingsontwerper. Hun tentoonstellingen werden gekenmerkt door een vormgeving die geïnspireerd was op de Finse natuur met een groot gevoel voor esthetiek. Deze tentoonstellingstaal werd kenmerkend voor Finse tentoonstellingsontwerpen. Het gevoel voor esthetiek en de natuur als inspiratiebron waren ook kenmerken die in de glasontwerpen van onder meer Timo Sarpaneva, Kaj Franck en Tapio Wirkkala terugkwamen. Een uitzondering hierop waren de ontwerpen van Oiva Toikka die voornamelijk geïnspireerd waren op volkskunst, verre culturen en de oudheid.
Tyra Lundgren, een Zweedse glasontwerpster en criticus, omschreef de Finse stijl als volgt:
"Als volk hebben de Finnen een unieke kracht, een primitieve kunstenaarsdrift waarmee ze hun werk benaderen. Het is een vreemde mengelmoes van ambachtelijkheid en melancholie in het binnenland, gloeiende kleuren en grijze armoede, heidendom, hunkering naar schoonheid en blijvende kracht. Hun gevoel voor vorm komt niet voort uit klassieke antecedenten, noch is het gebaseerd op vormen die de mens in de loop van millennia heeft ontwikkeld. Hun archetype is de primitieve natuur om hen heen, vormen die met een puukko-mes uit hout kunnen worden gesneden, alleen gedicteerd door gevoelens en instincten."
In een interview vroeg een Nederlandse journalist aan de Finse kunstpromotor Hermann Olof Gummerus of het geheim achter het Finse design was dat zij niet belast waren met "overgeleverde taboes". Gummerus antwoordde hierop dat Finland een sterke en rijke traditie heeft met oude gebouwen en kunstwerken die hij omschreef als "onuitputtelijke bronnen van inspiratie". Tegelijkertijd had Finland geen vastgeroeste kunsttradities: "De Finse vormgeving heeft een oorspronkelijk karakter weten te bewaren en als we dan al een vooruitstrevende natie zijn, die een hoog technisch niveau heeft bereikt, zo staan we de vroegere tijdperken onzer geschiedenis nog nader dan de meeste andere volken.” aldus Gummerus.

### Commercialisering

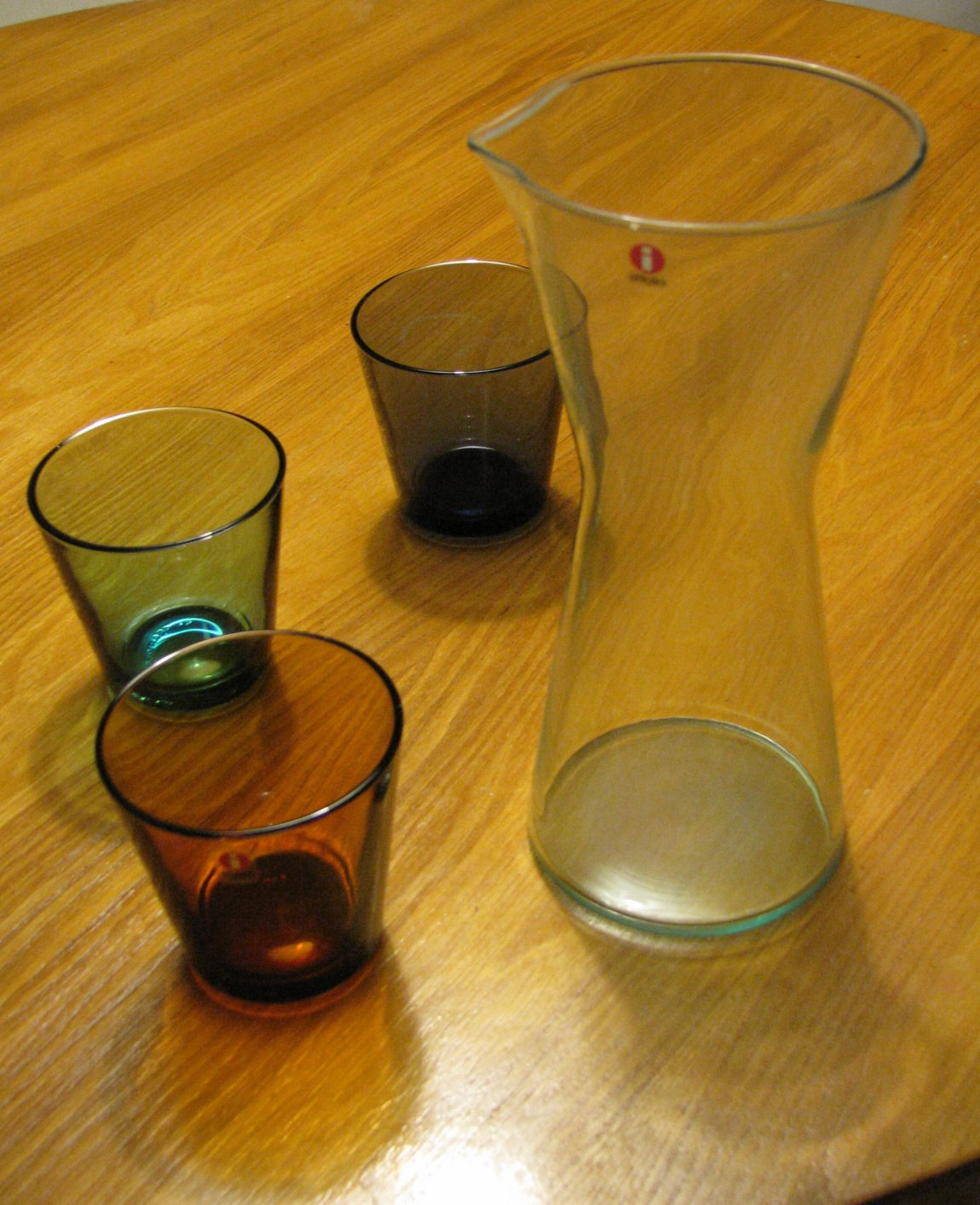
Katio-serie, Kaj Franck

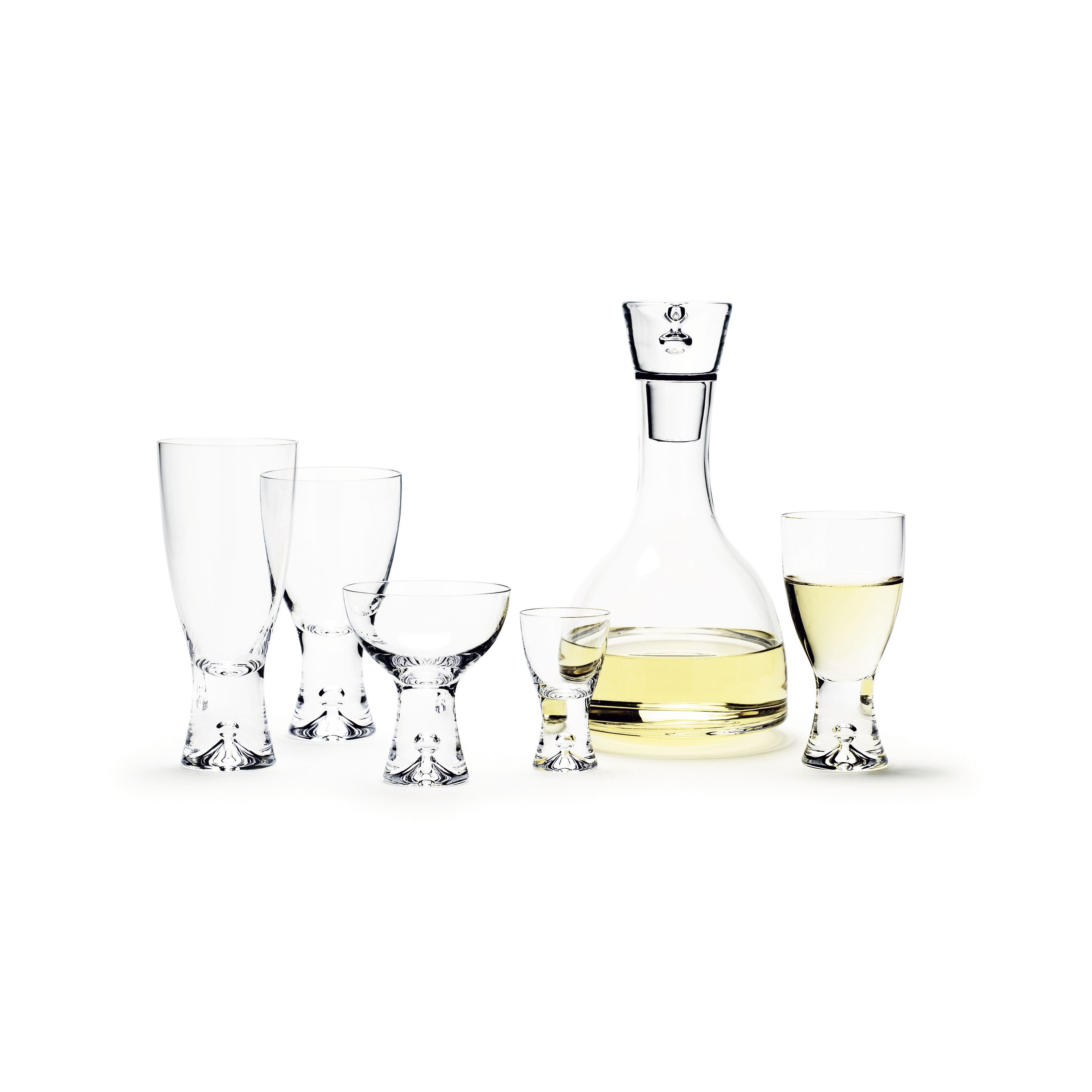
Glaswerk van Tapio Wirkkala (1952)

Het concept van vackrare vardagsvara ("mooiere alledaagse goederen") won na de oorlogsjaren in Finland aan verdere populariteit. Voorbeelden hiervan waren de stapelbare glazen van Saara Hopea voor Nuutajärvi uit 1952 en de drinkglazen van gekleurd glas van Kaj Franck voor Iittala uit 1953. Veel van de stukken die Franck voor Iittala ontwierp waren gemaakt van gekleurd glas. Gekleurd glas geeft imperfecties minder goed weer dan helder glas. Tijdens de jaren '50 ontstond er een manier waarop gebruiksglas van hoge kwaliteit op grote schaal geproduceerd kon worden, zonder in te boeten op de artistieke kwaliteit. Dit leidde tot grote commerciële successen. Daarnaast werd meer aandacht besteed aan export. Nadat Wärtsilä, het moederbedrijf van Arabia, Nuutajärvi had gekocht, kon het bedrijf gebruikmaken van de exportmethoden van Arabia. De Amerikaanse winkeleten Bonniers verkocht tot de sluiting midden jaren '70 glaswerk uit Finland. Op deze manier werden duizenden Amerikanen bekend met Fins glas.
Finland kende opnieuw een industriële groei waarin er ruimte ontstond voor de productie van gebruiksglas en waren de jaren van grondstoffenschaarste voorbij. Als gevolg nam de concurrentie tussen de verschillende glasproducenten toe. Glasproducenten Riihimäki en Iittala hadden wat betreft gebruiksglas terrein verloren aan de kleinere producent Nuutajärvi die zich had gevestigd als producent van gebruiksglas en een moderne productiemethode had ontwikkeld. Glasontwerpers startte in deze periode met het creëren van zowel kunstglas als gebruiksglas. Dit was het gevolg van een debat dat was ontstaan na de H55 expositie in Helsingborg in 1955 waar de Finnen in tegenstelling tot de andere deelnemende landen weinig gebruiksglas had getoond.
Bij Iittala leidde dit tot de ontwikkeling van de I-serie van Timo Sarpaneva, een volledige serie van gebruiksglas, in 1956. De I-serie was de eerste serie die volledig bestond uit gekleurd glas. De lijn tussen gebruiksglas en kunstglas bleef echter vaag. De I-serie werd omschreven als: "het is gebruiksglas in die zin dat het bedoeld is voor praktisch gebruik en het resultaat is van een gespecialiseerde studie. Het is artistiek glas omdat elk item in de groep zijn eigen esthetische waarde heeft, zijn eigen persoonlijkheid". Voor de I-serie creëerde Sarpaneva een totaalconcept met brochures, verpakkingen en een logo, een rode cirkel met een i, dat door Iittala werd overgenomen als bedrijfslogo.
Dankzij het werk van Sarpaneva en Wirkkala genoot Iittala steeds meer internationale bekendheid. In 1951 werd het werk Kantarelli (cantarel) van Wirkkala voor Iittala door het Amerikaanse tijdschrift House Beautiful verkozen tot "het mooiste object ter wereld". Vijf jaar later, in 1956, kreeg het werk Orkidea (orchidee) van Sarpaneva voor Iittala deze titel.
In 1958 volgde de eerste expositie van Fins design in Zuid-Amerika. Tijdens de expositie in Rio van Janeiro werd er zowel glas als meubels en textiel getoond. De tentoonstelling werd ontworpen door Timo Sarpaneva en toonde glazen objecten van Arttu Brummer, Alvar Aalto, Göran Hongell, Gunnel Nyman, Tapio Wirkkala en Timo Sarpaneva zelf. In 1959 verhuisde de expositie naar São Paulo, Buenos Aires en Montevideo. De expositie ontving lovende kritieken van zowel het publiek als de pers en had een positief effect op het imago van Finland. In 1968 en 1969 tourde een vernieuwde versie van de expositie door Australië.

### Kunst en vormgeving als nationale identiteit
Professor Timo Myllyntaus, docent Finse geschiedenis aan de Universiteit van Turku, stelt dat industriële vormgeving onderdeel werd van de Finse identiteit en dat het kopen van alledaagse designerartikelen een versterkend effect had op de nationale eenheid. In het succes speelde de media een grote rol. Ontwerpers gaven vele interviews waarmee ze hun werk aanprezen. Dit leidde tot hogere verkoopcijfers en het versterkte het beeld van de ontwerper als vertegenwoordiger van wat beschouwd mag worden als authentiek Fins.
Volgens hoogleraar en ontwerper Tapio Yli-Viikari had het internationale succes van Timo Sarpaneva een grote invloed op de versterking van de Finse nationale identiteit. Volgens Yli-Viikari heeft elke Fin iets dat gemaakt is door Sarpaneva in huis. Zijn werk heeft een bepaalde patriottische ondertoon die onder meer tot uiting kwam in de Finlandia-serie uit 1964, aldus Yli-Viikari. Daarnaast had Sarpaneva ook nauw contact met de patriottistische president Urho Kekkonen die er onder meer voor zorgde dat er vanuit de Sovjet-Unie aanvragen voor Sarpaneva kwamen voor ontwerpen van wodkaflessen. In 1974 was het werk van Sarpaneva te zien in een solo-tentoonstelling die door de Sovjet-Unie tourde. De expositie was te zien in Minsk, Moskou en Tbilisi. De reizende tentoonstelling was onderdeel van een plan van de Finse overheid om het imago van Finland in het buitenland te promoten door middel van kunst. De tentoonstelling van Sarpaneva kreeg veel media aandacht: het was de eerste tentoonstelling van een individuele ontwerper-kunstenaar in de Sovjet-Unie.

## Veranderingen in de jaren '60

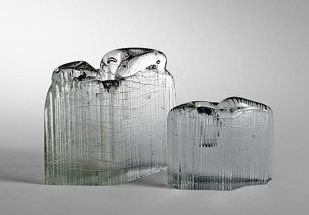
Paadarin jää (1960), Tapio Wirkkala. Winnaar Grand Prix, triënnale van Milaan 1960

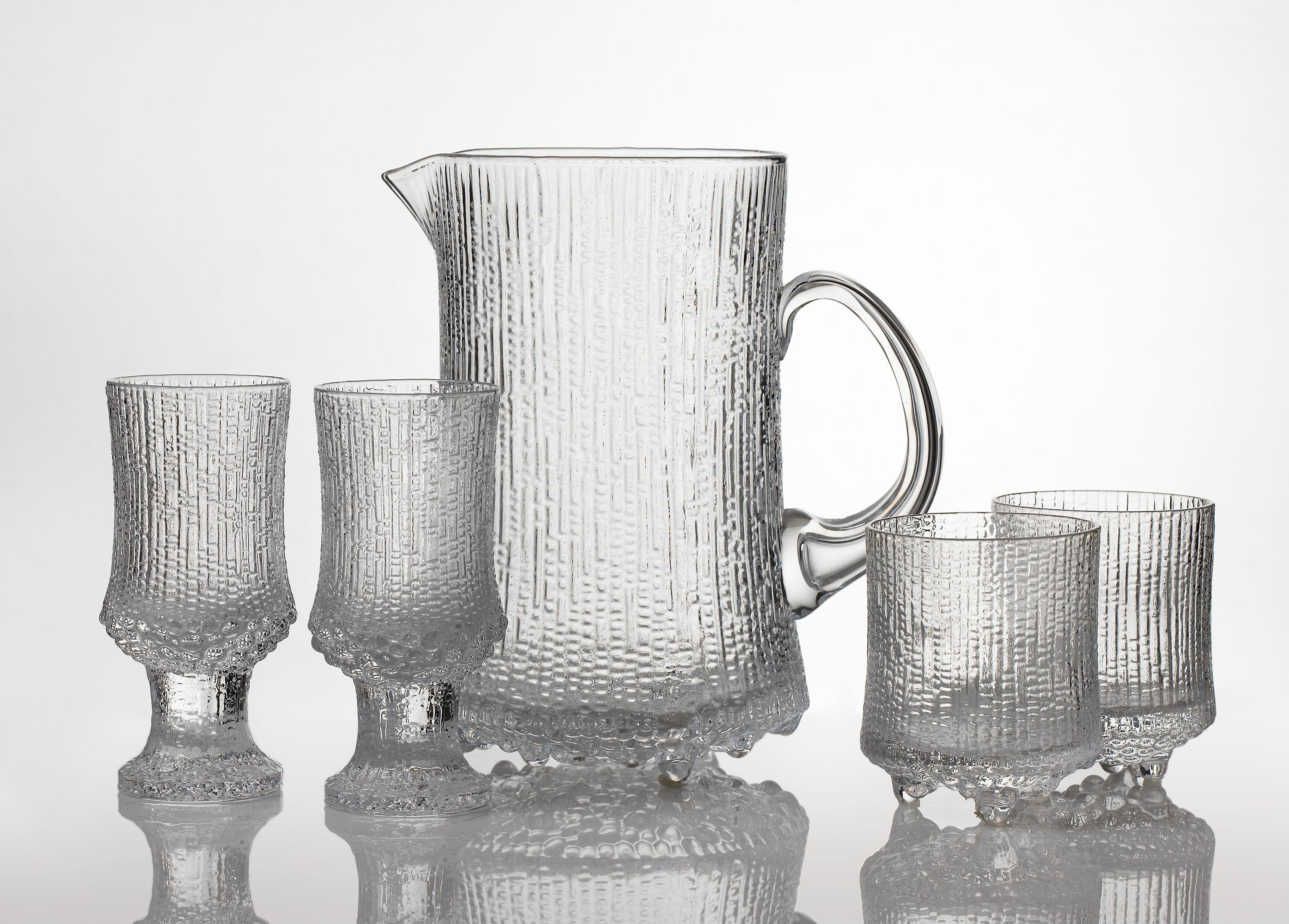
Ultima Thule (1968), Tapio Wirkkala voor Iittala

In 1960 deed Finland opnieuw mee aan de triënnale van Milaan. Vergeleken met de triënnales van 1951, 1954 en 1957 was het aantal medailles dat Finland won in 1960 een stuk lager. Tapio Wirkkala, Antti Nurmesniemi en Birger Kaipiainen wonnen een Grand Prix, Ilmari Tapiovaara won een gouden medaille en Bertel Gardberg won een zilveren medaille. De triënnale van 1960 was de eerste triënnale waar glasproducent Riihimäki aan meedeed. Vanwege financiële problemen was de producent niet in staat geweest deel te nemen aan de triënnale van 1951, en het glaswerk was in de twee edities daarna niet uitgekozen voor de expositie. In 1960 was de glasproducent wel vertegenwoordigd toen er werken van Helena Tynell en Nanny Still werden getoond.
In de jaren '60 veranderden de behoeften en voorkeuren van consumenten. Volgens professor Timo Myllyntaus, docent Finse geschiedenis aan de Universiteit van Turku, waren het hoofdzakelijk de jonge hoogopgeleiden en de burgerij die interesse had in de modernistische Finse stijl. Mensen met een lager inkomen waardeerden de kwaliteit die geassocieerd werd met Finse producten, maar vonden de prijs vaak te hoog.
Veel nieuwe consumenten waren op zoek naar betaalbare en praktische producten om hun huis mee in te richten en een nieuwe generatie designers speelde hierop in. Zij stapten af van het creëren van dure kunstglasstukken en sloegen met het functioneel modernisme een nieuwe weg in. Tijdens de triënnale van Milaan in 1964 waren er al verschuivingen te zien in populariteit. Antti Nurmesniemi was de laatste Fin die een prijs won op de triënnale. De reductionistische stijl werd door Finse critici bestempeld als gedateerd.
Grote bedrijven die in het voorgaande decennium veel succes hadden gekend, bleven vaak vasthouden aan samenwerkingen met grote ontwerpers die reeds naam hadden gemaakt. Doordat de focus hoofdzakelijk lag op deze ontwerpers, was het voor een nieuwe generatie ontwerpers moeilijk om hun naam te vestigen. Echter kwamen uit de hoek van de gevestigde ontwerpers ook verschuivingen. Zij besloten in het buitenland te gaan werken of zich te richten op andere of bredere markten. In de jaren '60 kregen ontwerpers en producenten steeds meer kritiek. Ze werden beticht van elitarisme en het "aanbidden" van design werd gezien als excessief en sektarisch. Deze tendens was ook te zien bij de triënnale van 1968. Kort na de opening van de triënnale werd het gebouw bezet en de tentoonstellingen gevandaliseerd door architectuurstudenten. Zij waren van mening dat de kunstensector een te hoog elitair karakter had en zij waren ontevreden met het kunstonderwijs.

### Veranderingen in de markt
Daarnaast veranderde de markt in de jaren '60 doordat het verder internationaliseerde. De Finse markt van een gesloten markt naar een open markt waarin er meer aandacht was voor export. De door de overheid ondersteunde export van kunst en design bleef daarbij echter laag. In 1959 bestond 0,9% van de export uit kunst en design. In 1965 was dat gegroeid tot 5% en in 1970 omvatte het 7% van de totale export. Finland begon daarnaast glas uit het buitenland te importeren en de Finse markka devalueerde.
Om te kunnen concurreren met geïmporteerde producten, moesten Finse bedrijven manieren bedenken om kosten te drukken. Hierdoor werd er gekozen voor het mechaniseren van de productie, het standaardiseren van producten en het minder vaak aanbieden van nieuwe producten en lijnen. Het proces van mechanisatie leidde ertoe dat ontwerpers niet langer samenwerkten met vakmensen en hun oude, meer ambachtelijke, manier van werken moesten opgeven. Het aantal objecten in serieproductie nam geleidelijk aan toe, terwijl het aantal unieke objecten afnam. Algemeen wordt gesteld dat de gouden jaren rond 1965 à 1967 voorbij waren.

### Einde van een tijdperk
In de jaren '70 begon Fins kunstglas, mede door de politisering van kunst, de pure en romantische esthetiek te verliezen en nam de populariteit verder af. De positie van de ontwerpers verzwakte en veel van hun ontwerpen werden niet langer uitgevoerd. Daarnaast ontstonden vanaf 1973 grote veranderingen in de productie van mondgeblazen glas in Finland door grote concurrentie en de energiecrisis. Financiële problemen in de Sovjet-Unie, een grote afzetmarkt en een belangrijke handelspartner van Finland, leidde tot fabrieksbezuinigingen en werkloosheid. Glasproducent Riihimäki stopte in 1976 met het produceren van mondgeblazen glas en werd een volledig geautomatiseerde flessenfabriek. De glasfabriek in Riihimäki sloot in 1990.
Finlands oudste glasproducent Nuutajärvi ging door met de productie van persglas en Iittala richtte zich steeds meer op mechanisch gemaakt glas. In 1988 fuseerden de twee glasproducenten.

## Werken in collecties

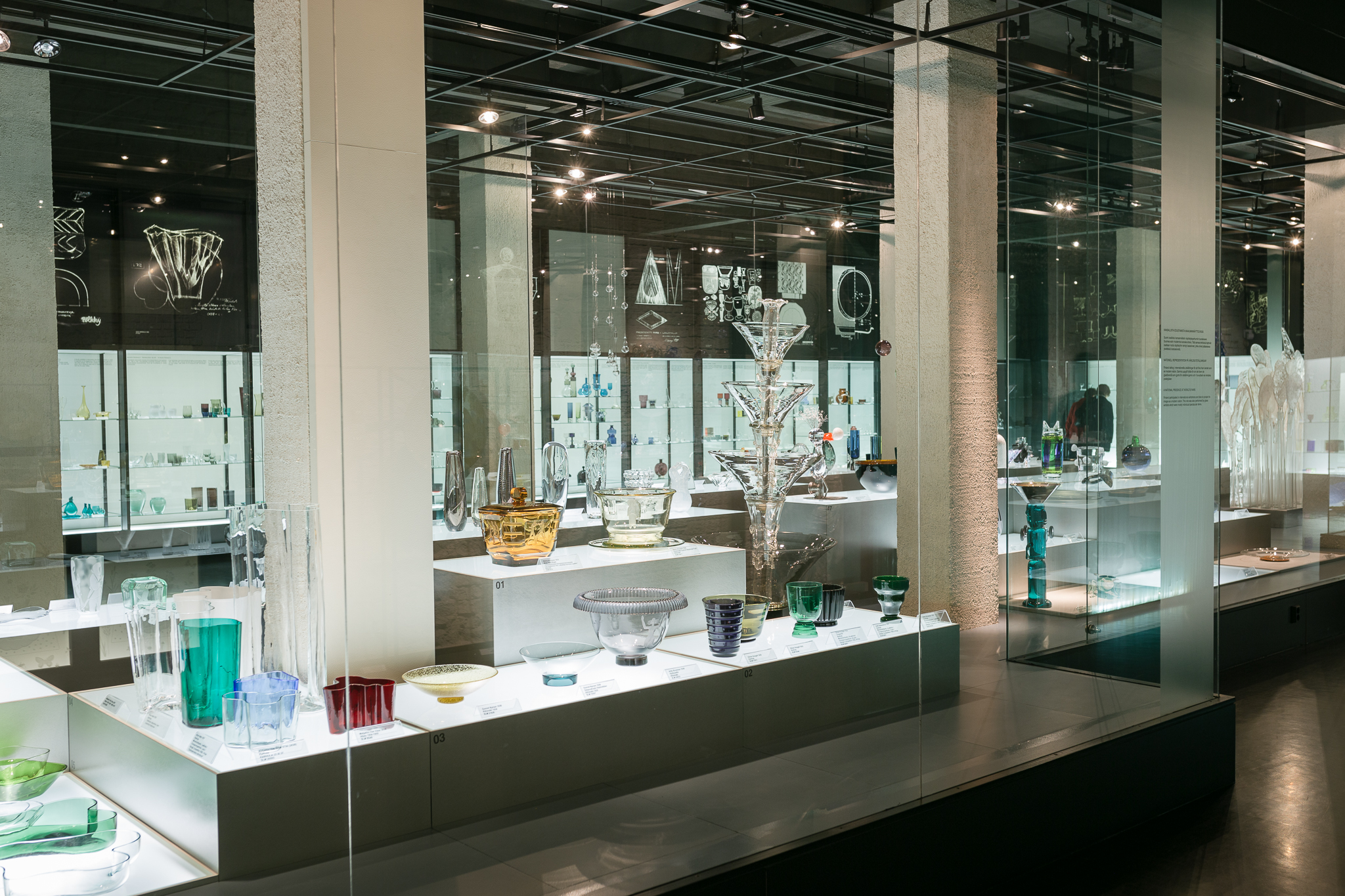
Fins Glasmuseum in Riihimäki

Werken uit de Finse gouden jaren zijn onderdeel van vele museumcollecties wereldwijd. Het Museum Boijmans van Beuningen heeft een collectie Fins glas uit de gouden jaren in bezit dat afkomstig is uit een schenking van Cor de Wit en zijn vrouw Sjoukje de Wit. De Wit publiceerde hierover het werk De Finse Gouden Jaren over Finse glaskunst.
Het Design Museum Iittala in Finland heeft een vaste expositie met een focus op glas uit de Finse gouden jaren en de ontwerpen van Tapio Wirkkala en Timo Sarpaneva. Glas uit de Finse gouden jaren is ook onderdeel van de vaste collectie van het Fins Glasmuseum.
De Collection Kakkonen is de privéverzameling van de Finse ondernemer Kyösti Kakkonen die bestaat uit meer dan 10.000 voorwerpen waaronder 1300 glazen en keramieken objecten. Een deel van deze collectie is tentoongesteld in het Espoo Museum of Modern Art.
Sinds eind jaren '80 zijn enkel stukken van Timo Sarpaneva, Tapio Wirkkala, Nanny Still en Kaj Franck uit de gouden jaren onderdeel van de collectie van het Metropolitan Museum of Art in New York.